# История Санкт-Петербурга первой четверти XVIII века

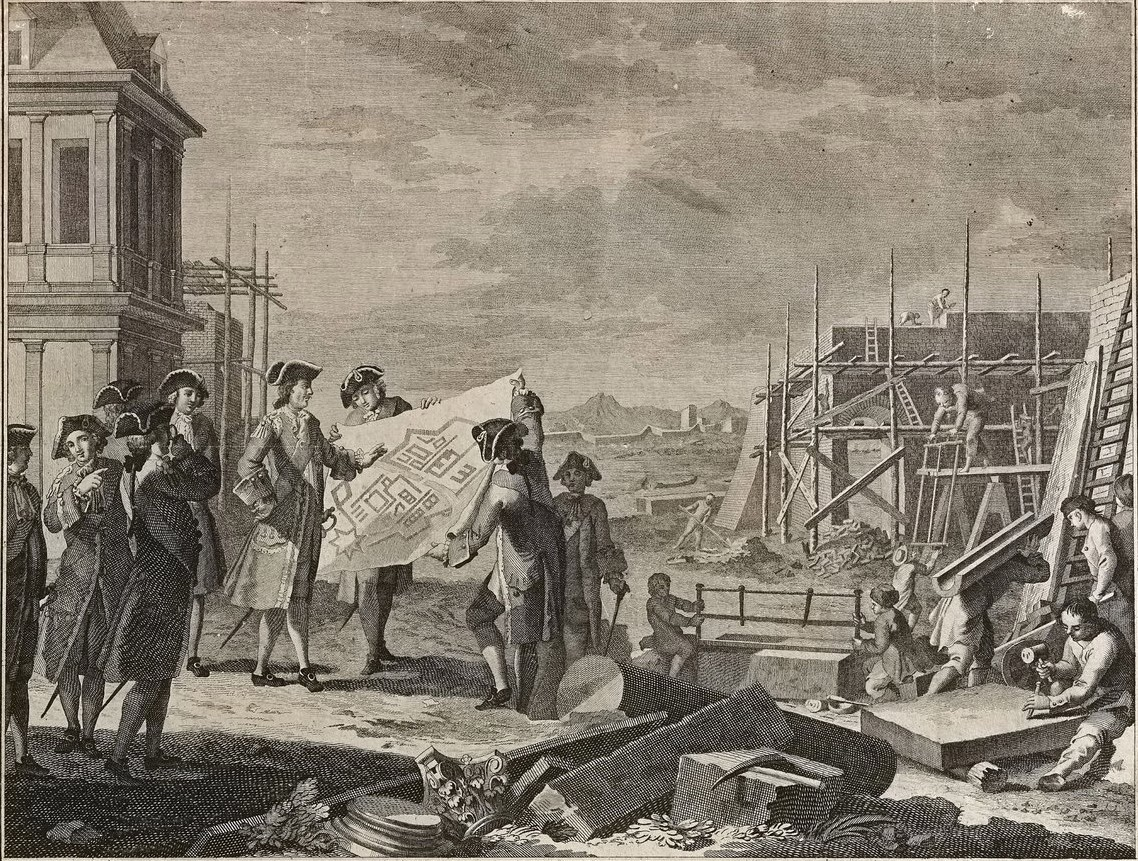
Основание Санкт-Петербурга, Петро Новелли

История Санкт-Петербурга первой четверти XVIII века охватывает историю города с момента его основания в 1703 году и до 1725 года — конца периода правления Петра I. Город развивался под строгим надзором царя, стремившегося контролировать мельчайшие аспекты городского развития, политической, общественной и культурной жизни. Санкт-Петербург изначально был задуман как укреплённый портовый город, который мог служить базой как для военного, так и для торгового флота. Кроме того, здесь Пётр I мог в полной мере реализовать свои градостроительные планы, и создать новую столицу, которая стала бы главным воплощением проводившихся им реформ. Возводя новую столицу, Пётр стремился воплотить свою мечту о портовом городе, прорезанном водными каналами и прямыми благоустроенными улицами, украшенном садами и постройками в европейском стиле. Город застраивался согласно строгому регламенту, жилые дома требовалось строить по образцовым проектам. В Петербурге была создана сеть каналов для осушения болотистой местности и для использования в качестве транспортных артерий. Тем не менее Санкт-Петербург в начале XVIII века скорее представлял собой сеть поселений — слобод.
Строительство Петербурга также имело стратегическую цель: закрепить российское присутствие на землях, только что отвоёванных у шведов в ходе продолжавшейся Северной войны, обеспечить Русское царство выходом к Балтийскому морю и наладить удобное торговое сообщение с европейскими странами. За первые десять лет Санкт-Петербург стал укреплённой военно-морской базой, где в сжатые сроки был построен и базировался мощный Военно-морской флот. Через десять лет Пётр Великий перенёс сюда столицу России.
Изнанкой петровских преобразований были тяжелые условия жизни строителей города, гибель от болезней и непосильного труда многих тысяч из них. Первые жители города из числа ремесленников, купцов и представителей благородного сословия зачастую переселялись в Санкт-Петербург не добровольно, но во исполнение царских указов. На новом месте первых жителей города обременяли многочисленными повинностями, начиная с уборки и даже мощения улиц, заканчивая организацией караулов из жителей для предотвращения пожаров. Несмотря на это, к 1720-м годам Санкт-Петербург сумел сформироваться как новый культурный и экономический центр России, которая в это же время была провозглашёна империей.
Находившиеся в Санкт-Петербурге дворяне были обязаны носить одежду европейского покроя, посещать общественные мероприятия для приобщения к европейскому образу жизни, однако эти правила не распространялись на представителей остальных сословий.

## История строительства

### Предпосылки
Территория, располагавшаяся в пределах нынешней Ленинградской области — Ижорская земля или Ингерманландия — была заселена финскими народами. В средневековье устье Невы выступало важной водной торговой магистралью для древней Руси и северных государств в Европе. Остров Котлин располагался на легендарных путях «из варяг в греки». На устье Невы и на острове Котлин устраивались стоянки кораблей, велась торговля и перегрузка товаров с глубоководных судов на речные. Земли вокруг Невы веками выступали спорной территорией между Швецией и Новгородской землёй, а затем — Русским царством.

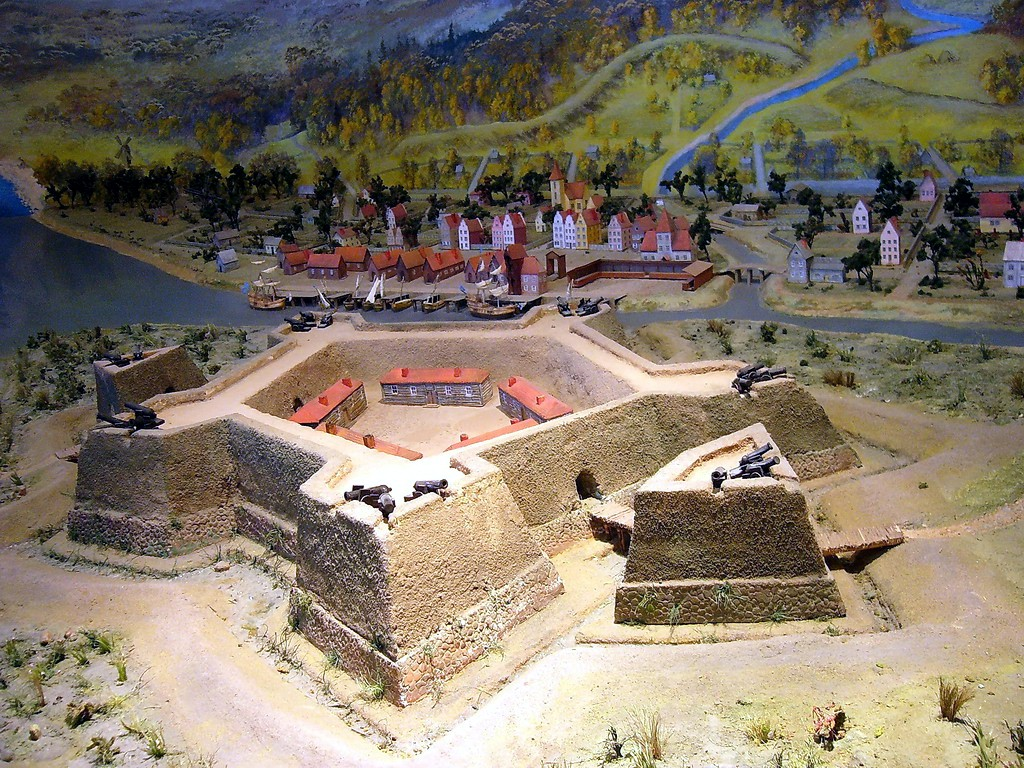
Макет крепости Ниеншанц со шведским посадом

В начале XIV века шведами после успешного завоевательного похода на ижорские земли была возведена Ландскрона, в итоге разрушенная новгородцами. В XV веке в устье Невы образовалась сеть торговых поселений с укреплениями, населённых русскими и коренными ижорами. Российский контроль над территорией был потерян в XVI веке в предыдущей русско-шведской войне и шведами в устье Охты была возведена крепость Ниеншанц с посадом при ней, к началу XVII века там велась оживлённая торговля: здесь разгружалось около сотни кораблей в год.
Для России Ижорская земля имела стратегическое значение, так как контроль над ней позволял осуществлять прямое морское сообщение с Европой (в противном случае приходилось использовать гораздо менее удобный Архангельский порт). Отсутствие удобного выхода к морю пагубно сказывалось на экономическом развитии России. С началом Северной войны русской армией под командованием П. Б. Шереметева в 1702 году была взята расположенная сравнительно неподалёку шведская крепость Нотенбург, а затем весной 1703 года был взят и Ниеншанц.
Днём основания Петербурга считается 27 мая 1703 года — день закладки Петропавловской крепости на месте островка, расположенного в одном из самых широких участков Невы.
Строительство Петербурга имело две важные цели — утверждение российского господства на берегах балтийского моря и претворение петровских реформ, цель которых заключалась в реформировании системы управления российского государства, воинских частей и производственных сил в свете нарастающей угрозы со стороны Европы, которая экономически превосходила Россию. Новый город стал главным воплощением петровских реформ. Российский царь обращался к опытам перепланировок Москвы, проводившихся несколькими веками ранее, но зачастую имевших спорный или отрицательный результат, и пришёл к выводу, что воплощение желаемых градостроительных концепций возможно на новом месте и под строгим надзором. Свои первые регламентации городской застройки Пётр I проводил ещё в Москве.
Город был назвал именем святого апостола Петра. У города в начальный период его существования не было письменного варианта официального названия на кириллице и в разных источниках от 1703 и 1704 годов в рамках транслитерации с голландского (нидерл. Sankt Pieter Burch) он упоминается в основном, как Санкт-Питербурх в разных вариациях, были также варианты названия Санпитербух, Санктпетерсбурк или Санкт-Петербург. Город в некоторых документах — 1703 — 1705-х годов также назвали Петрополем, Питерполом, и S. Петрополисом.

### Основание и строительство до Полтавской битвы
Начало строительства Петербурга условно делится до и после окончания Полтавской битвы, предрешившей окончание Северной войны. Так как местность находилась под угрозой вторжения шведов, основные средства выделялись на оборонительную инфраструктуру. Русской армии требовалось закрепиться на только что отвоёванной территории. Сразу после взятия Ниеншанца Пётр потребовал построить крепость. Рассматривался вариант создания её на месте шведского бастиона:
…По взятии Канец отправлен воинский совет, тот ли шанец крепить, или иное место удобнее искать (понеже оный мал, далеко от моря и место не гораздо крепко от натуры). И по нескольких днях найдено к тому удобное место остров, который назывался Люст Елант, где в 16 день майя крепость заложена и именована Санктпетерсбург…
Из записи в походном журнале Петра I :
…Между тем временем господин капитан бомбардирской изволил осматривать близ к морю удобного места для здания новой фортеции и потом в скором времени изволил обыскать единой остров, зело удобной положением место, на котором в скором времени, а именно мая в 16 день, в неделю Пятидесятницы, фортецию заложили и нарекли имя оной Санкт Питербурх.
Петропавловская крепость была призвана защищать фарватеры двух крупнейших рукавов дельты реки: Невы и Большой Невки. Заячий остров стал отправной точкой в строительстве города, прилегавшие к острову территории стали осваивать первыми. Первыми постройками в городе, помимо Петропавловской крепости, стали судостроительная верфь — Адмиралтейство — для налаживания кораблестроения и Кроншлот на Финском заливе, призванный преградить шведским кораблям вход в Неву. Для строительства города Пётр начал ежегодно вызывать тысячи рабочих, только на постройке Петропавловской крепости работало 20 000 человек.

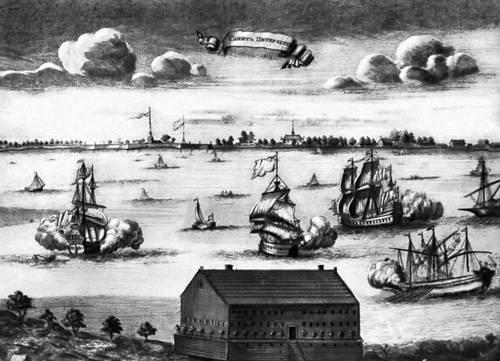
Первый вид Петербурга, 1705 год

До 1709 году город строился довольно стихийно, но позже в строительство была внесена плановость. В первые годы существования Петербург скорее представлял собой систему поселений в дельте Невы. Фактически на Неве росли два городских центра с собственными управлениями — Адмиралтейством на левом берегу и Петропавловской крепостью на Петербургской стороне. После победы в Гангутском сражении в 1714 году интенсивность строительства возросла. Возведение города началось с Петропавловской крепости на Заячьем острове, Петербург начинал застраиваться как сухопутная крепость и база для военно-российского флота. В условиях постоянной шведской угрозы в Петербурге занимались сооружением каменных бастионов вокруг Петропавловской крепости, строительством на противоположной стороне Кронверка и укреплением Адмиралтейства, ставшего второй городской крепостью.

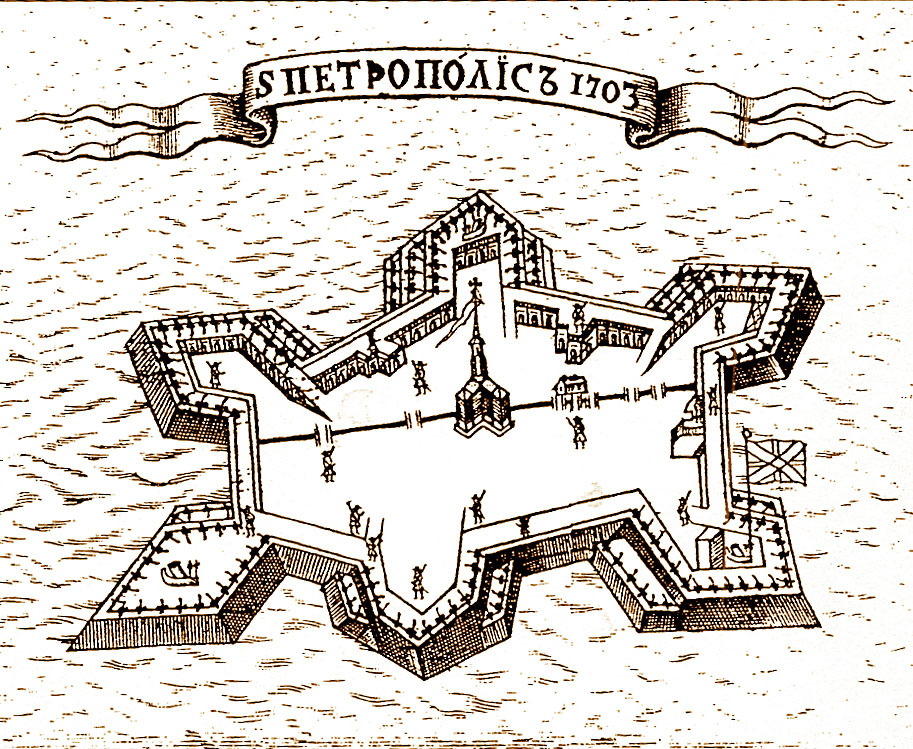
Петропавловская крепость, гравюра раннего XVIII века

Так как Пётр мечтал построить город на воде, то и изначально стремился отодвинуть Петербург дальше к морю. Изначально главная часть города задумывалась на острове Котлин. При этом сформировавшиеся населённые пункты на берегах Невы тоже считались частью города. По задумке Петра I, Петербург существовал не как компактный населённый пункт, а как сеть водных магистралей, проходивших через Петроградскую, Адмиралтейскую стороны, Васильевский остров и остров Котлин, задумывавшийся как центральная часть этих магистралей, где жили бы дворяне и богатые ремесленники, на берегах Невы жили бы работавшие в Адмиралтействе, военнослужащие, гвардейские полки и некоторые другие сословия. На острове Котлин должно было располагаться более 7000 дворов. Идея оказалась нежизнеспособной не только из-за отдалённости от земли, но и из-за того, что расположение городского центра ставило бы его под постоянную угрозу нападения врага. Таким образом, Петербург было решено окончательно строить на берегах Невы, но и не отказываться окончательно от идеи городского района в Котлине, позволяя там неспешно строить здания, но только каменные. Переселенцев-мастеровых помещали в построенные за счёт казны дома, образуя мастеровые поселения в разных частях города.

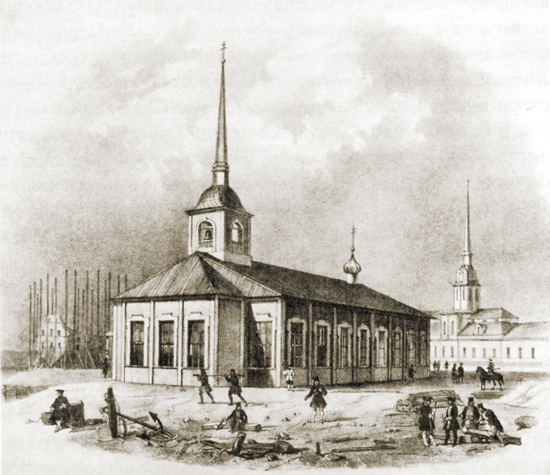
Исаакиевская церковь

Наблюдая за формированием городских районов, Пётр I решил перенести городской центр на Выборгскую сторону, начиная там отводить участки для переселенцев, а затем окончательно решил строить городской центр на Васильевском острове. Изначально царь не имел планов на этот остров, решив подарить его князю Меншикову, чтобы затем его снова отобрать в казну.
В 1705 году на стороне Адмиралтейства началось строительство 120 изб для морских офицеров, избы также начали возводиться на Петроградской стороне. Разрушенный в ходе войны шведский город Ниен был разобран на строительные материалы.
Начались работы по разбивке Летнего сада. В 1706 году была создана Канцелярия городовых дел — учреждение для руководства работами по строительству города. Стали появляться первые поместья приближенных Петра I — А. Д. Меньшикова, Ф. М. Апраксина, А. В. Кикина, К. Крюйса и других. Строительство города велось вяло в условиях постоянной военной угрозы со стороны шведов. В 1705 году городская постройка была сосредоточена у Невы на Адмиралтейской и Петроградской сторонах. Дальше от берегов располагались шалаши рабочих. Велось активное строительство домов силами самих жителей. Постройки на Петроградской стороне формировали первые городские кварталы. Дома строили небольшие и деревянные, укладывая брёвна друг на друга и стёсывая их топором. Ночью по улицам могли бегать волчьи стаи.
К 1707 году существовали первые общественные заведения — лавки, харчевни и бани. В первое десятилетние городские улицы формировались слободами, были достаточно узкими и кривыми. Развитие города шло от двух центров — Адмиралтейства на левом берегу и Петропавловской крепости с Петроградской стороны. Фактически на Неве росли два города с собственными органами управления. В Петербурге отсутствовало элементарное благоустройство, строительство было затруднено из-за сильной заболоченности. На нынешней Петровской набережной был построен домик Петра I, рядом стояли дома его приближённых. Несколько ниже по реке располагались уже слободы, где жил простой народ.

### После победы в Полтавской битве
Новый этап в строительстве начался после победы в Полтавской битве, обозначившей перелом в Северной войне и окончательно утвердившей российскую принадлежность территорий вокруг Петербурга. В 1713 году был издан указ о переселении лиц, служащих царскому двору, и переезде Правительствующего сената, город стал новой столицей Русского царства. Чтобы ускорить прирост населения, царь инициировал принудительное переселение в него купцов, ремесленников, дворян. Когда дворяне переезжали, то тратили огромные средства на строительство своих особняков. Переселение в город купцов и ремесленников способствовало развитию торговли и промышленности. Пётр стремился выстроить город как можно скорее, чтобы лишить своего преемника на престоле возможности и мотива перенести столицу обратно в Москву.

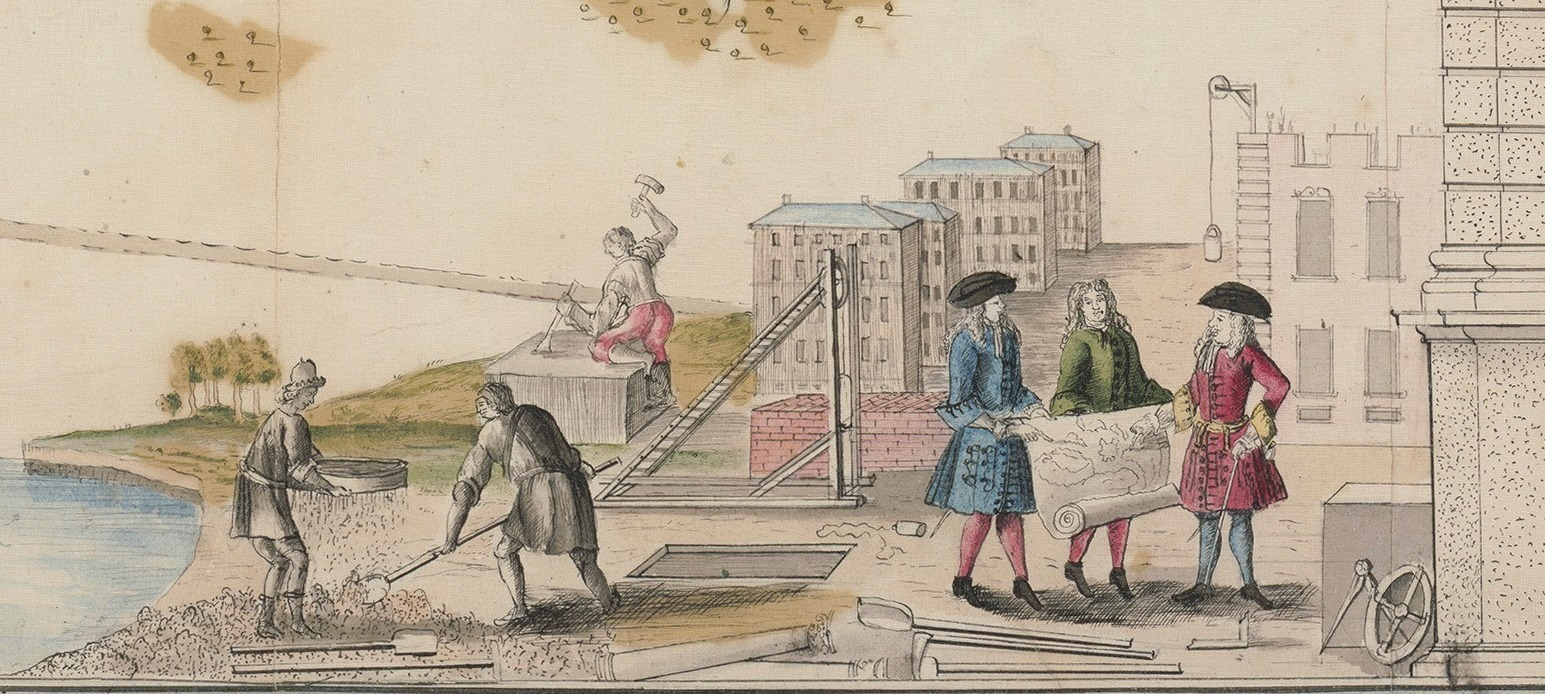
Строительство города, 1720—1722 год, Карл Фредерик Койет

С этого времени Пётр I принял решение застраивать город по генеральному плану. Он оказался недоволен возникшими городскими районами и принял решение разрушить возникшие слободы, чтобы организовать перепланировку улиц для создания прямых и широких проспектов. Когда Пётр планировал возведение очередной дороги или изменял проекты по планировке, то заставлял разрушать дома на пути планируемых дорог или общественных зданий и затем заставлял выселенных владельцев заново строить дом в другом месте. Зачастую улицы не имели названий и обозначались именами живущих там людей.
Канцелярии городовых дел, штат которой состоял из 50 человек во главе с архитектором Доменико Трезини, было поручено разработать не только генеральный план города, но и типовые проекты жилых домов для разных классов населения и индивидуальные проекты церквей и общественных зданий.
Наряду с Трезини, альтернативный проект развития города предложил архитектор Жан-Батист Леблон, который предлагал придать новому городу радиальную организацию, охватив городской застройкой Васильевскую и, в меньшей степени, Петроградскую и Адмиралтейскую сторону (этот проект не был реализован).
В городе начали появляться слободы ремесленников, различных профессий, первые общественные и административные здания. Исторический центр города начал формироваться на берегах Невы и прилегающих территориях. Пётр I хотел, чтобы его город был похож на Амстердам, где протоки и каналы играли бы ключевую роль в городском транспорте. Между островами перемещались по воде, хотя появлялись и первые мосты — деревянные и наплавные. На Охте возникли городские районы охтинских плотников. На участке между Адмиралтейством и нынешним Невским проспектом возникли слободы. Представители знати приобретали участки для строительства загородных дач.
Несмотря на стремление Петра создать город со строгой планировочной системой, Санкт-Петербург сформировался, как конгломерат слобод по средневековому принципу. Слободы образовывались вблизи у важных городских построек.

### Развитие различных частей города

#### Петербургская (Петроградская) сторона

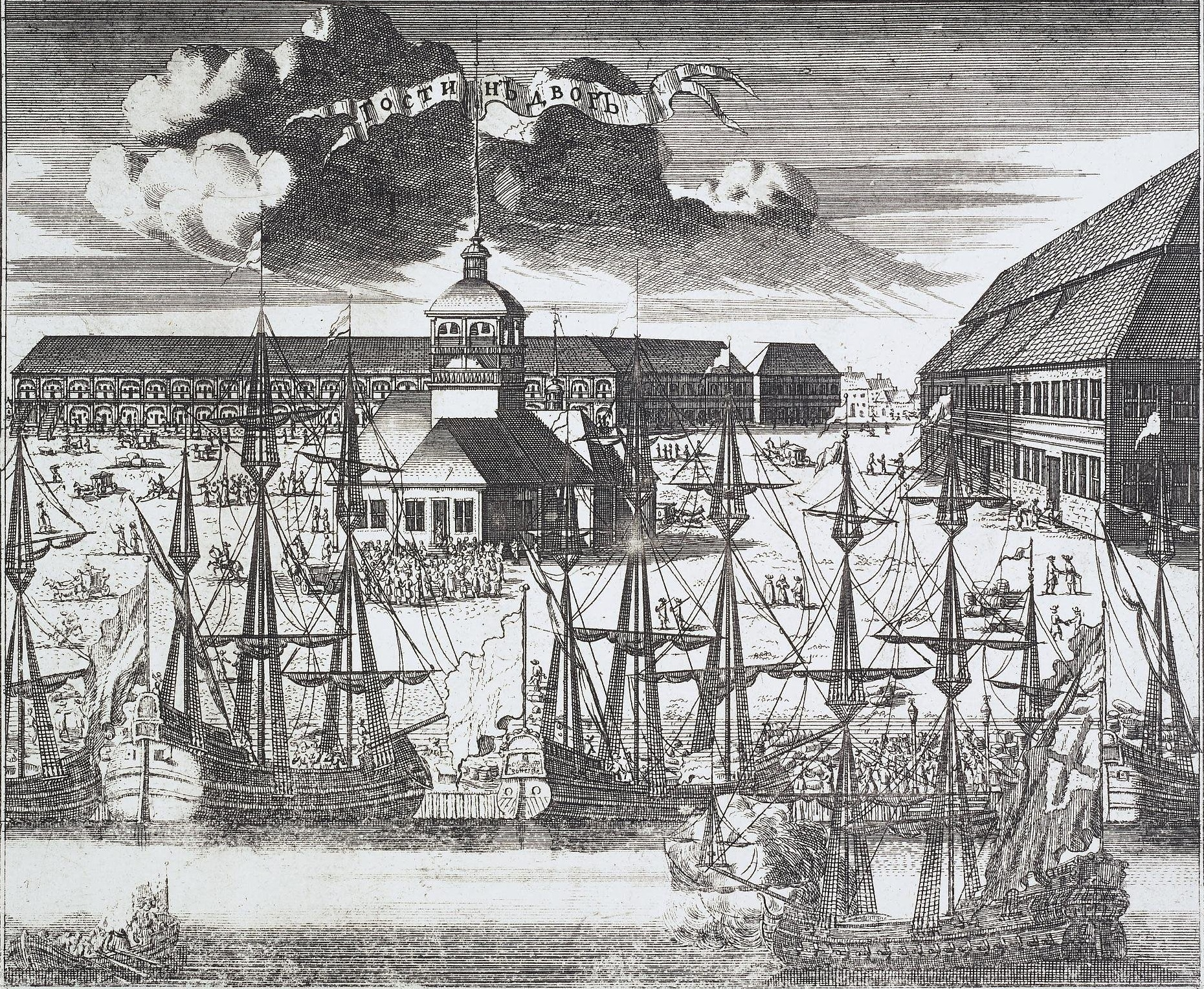
Вид на морской порт Санкт-Петербурга на Петроградской стороне и Троицкую площадь, 1717 год

Поселение дворян стало вначале формироваться у домика Петра, построенного у Невы на ныне Петровской набережной. Недалеко от домика тянулись дома сподвижников царя. На ныне Петровской набережной за линией этих домов проходила Дворянская улица, где жили знатные сословия. Дальше за ними селились ремесленники, торговцы и мастеровые. Второй крупный район располагался к западу от Кронверка, где на Мытнинской набережной располагался мытный двор, внутри которого велась крупная торговля. Далее вдоль малой Невы располагалась Русская слобода, где жили каменщики переведенцы и различного рода служащие. В 1717 году городская застройка продвинулась на север от Невы. На Петроградской стороне оказались сконцентрированы общественные здания и дома знати, однако большая часть из 1600 дворов состояла из деревянных изб. Дома знати располагались на набережных Большой, Малой Невы, Дворянской улице, остальные улицы формировали постройки простолюдинов.

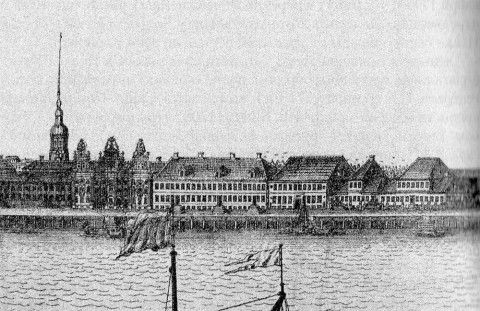
Петровская набережная, 1716 год

Пётр I задумывал плановое развитие Петербурга и в качестве городского центра задумывал «остров Буйволов», позже получивший название Васильевской остров. Важный вклад в планировку города внёс архитектор Доминико Трезини, который заложил главные магистрали Васильевского острова, другой популярный, но неосуществлённый проект Жан-Батиста Леблона предлагал проект радиального города, охватывавшего Васильевский и в меньшей степени Петроградскую с Адмиралтейской сторонами. Пётр I организовывал мероприятия по городскому благоустройству, мечтая создать идеальный город для своего времени. К 1725 году практически все здания на Петровской набережной были уже каменными.
Городской остров, главным образом Троицкая площадь, сформировался в начальный период как городской центр. На площади кипела жизнь, здесь разместились первое деревянное здание Троице-Измайловского собора, Гостиный двор, Биржа, здание Сената и коллегий, типография, вторая аустерия «Трёх фрегатов», таможня, корабельная пристань и порт, где выгружались и грузились иностранные суда. На площади устраивали праздники, фейерверки, государственные церемонии, воинские парады и публичные казни.
Активно осваивалась Петроградская, Петровская и Аптекарская стороны.

#### Адмиралтейская и Московская сторона

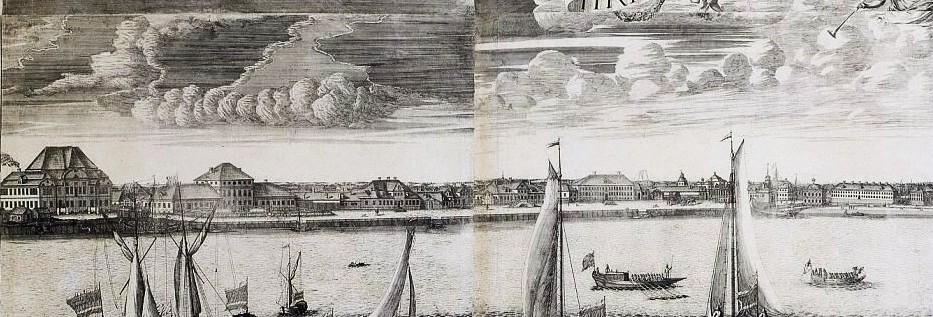
Дворцовая набережная 1716 года

Наиболее густо была заселена Адмиралтейская сторона, где основное население формировали мастера и рабочие, чья деятельность была связанна с флотом и морем, у Адмиралтейства формировались Морская, Пушкарская, Кузнечная, Прядильная слободы. К 1730-м годам Адмиралтейский остров также начал формироваться как городской центр, хотя общественные заведения располагались на Петроградской стороне. На западе от большого луга начиналась основная застройка, многие здания были каменными или мазанковыми. Каменные здания также стояли на берегу Красного канала. На восточной части Адмиралтейской стороны располагалась немецкая слобода, где жило много иностранцев, в частности немцев, для которых строились костёлы и кирки.

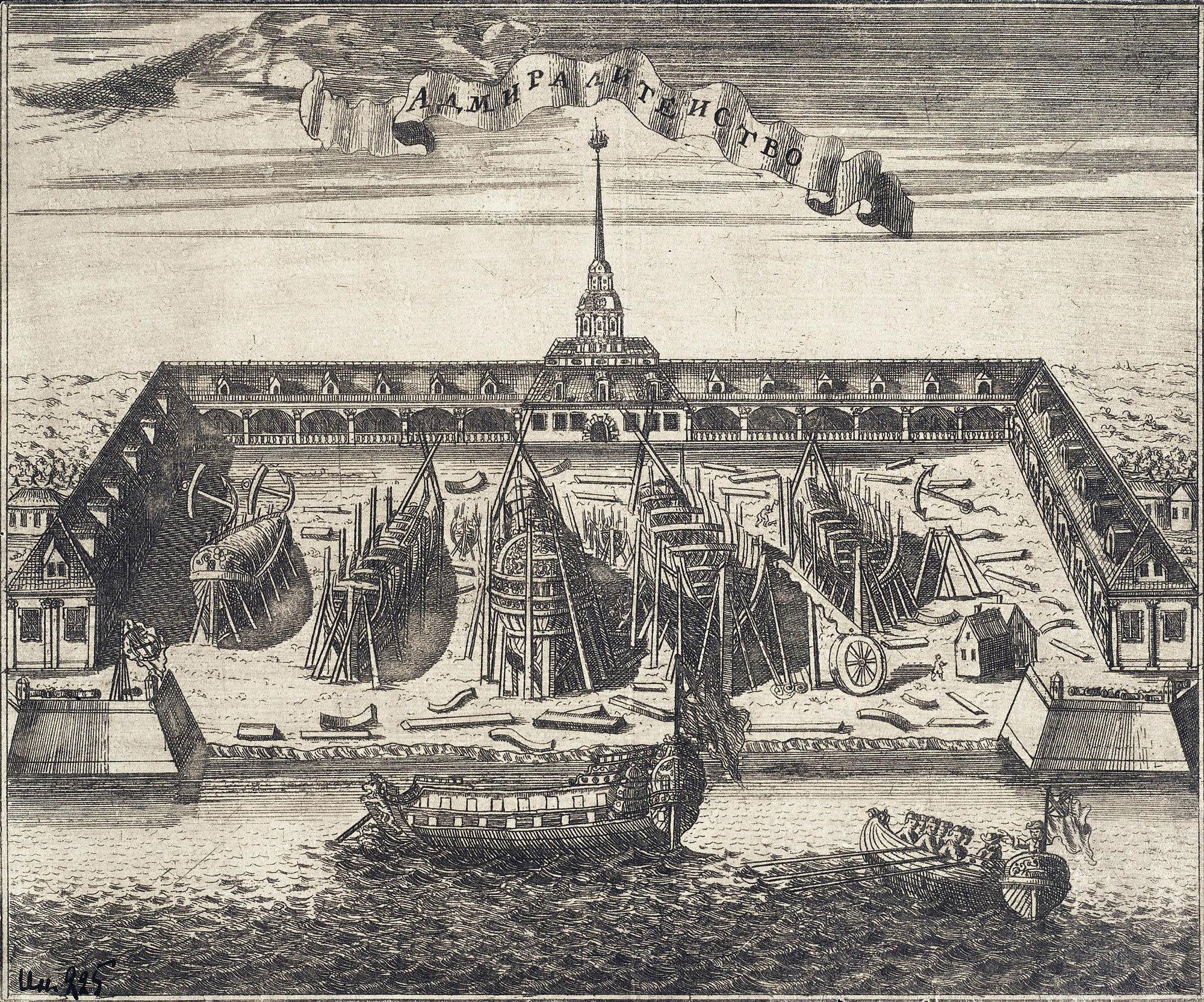
Адмиралтейство, 1716 год

В России уличные фонари появились при Петре I — Так, уже в 1706 году в Санкт-Петербурге, на фасадах некоторых домов около Петропавловской крепости появились первые в России уличные фонари. Регулярное уличное освещение было введено в 1723 году, когда на Невском проспекте были установлены масляные фонари. Около Адмиралтейства запрещалось что-либо строить, поэтому у него сформировался луг, куда складывали стройматериалы и якоря. Ниже Адмиралтейства стояла деревянная церковь и постоялый двор Меньшикова, в котором селились иностранные мастеровые.
В 1710-е годы начала застраиваться Московская сторона за Фонтанкой, здесь стояли многие каменные или мазанковые здания знати. На левом берегу Фонтанки возводилась Партикулярная верфь, где строились суда для частных лиц. Население Московской стороны в значительной степени состояло из знати и в меньшей степени из военнослужащих.
На левом берегу Невы, где возвели Адмиралтейскую верфь, первый летний дворец Петра, первый собор Исаакия Далматского, Александро-Невскую лавру, также была заложена Невская перспектива — будущий Невский проспект для проложения пути к Александро-Невскому монастырю. Созданная в 1713 году мощёная парадная и тогда ещё загородная дорога начала активно использоваться перевозчиками по причине того, что проспект был построен на болотистой местности и местность вокруг была труднопроходимой, в итоге в 1718 году на участке ныне Старо-Невского проспекта была введена плата за проезд.
Параллельно вдоль южного берега Финского залива строились загородные резиденции Петра I и его вельмож. Эти здания зачастую в своей грандиозности превосходили дворцы в городском центре. Выборгская сторона была застроена слабо. После претворения указа о принудительном переселении c 1711 по 1717 года количество дворов в городе увеличилось почти в 6 раз.

#### Васильевский остров

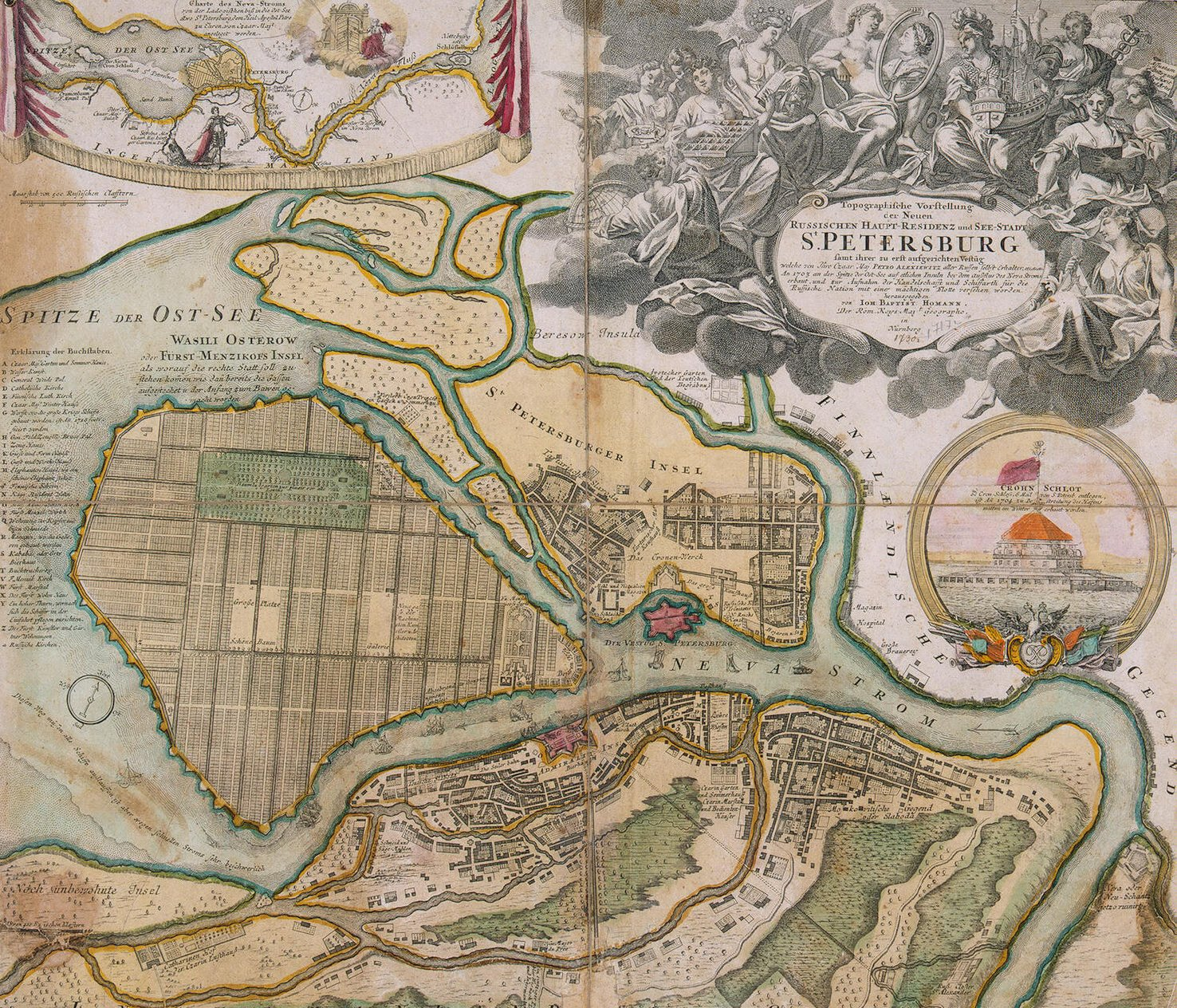
Генеральный план Трезини по созданию городского центра на Васильевском острове

Пётр I после пересмотров планов по застройке центра на острове Котлин задумывал создать городской центр на Васильевском острове. Для этого царь требовал от дворян строить дворцы именно на Васильевском острове, однако заселение до 1719 года шло слишком медленно, и Пётр решил обязать строить поместья на острове всех купцов и дворян, имевших свыше 40 крестьянских дворов. Для купцов с налаженным делом в родной местности и дворян, имевших менее 100 дворов, переезд оказался непосильно сложной задачей, и те, кто успел переселиться в город, не сумели освоиться в нём. Тогда Пётр I смягчил требования и освободил от повинности дворян, имевших меньше 100 дворов, и ещё не переехавших купцов. Зажиточным людям и знати выдавались участки в зависимости от их положения с обязательством строить на них участки — дворяне, имевшие от 700 до 1000 дворовых, должны были строить дома с размером по фасаду не менее 10 сажен (21,3 м); владельцы 500—700 дворов строили дома на восемь сажен (17,1 м) и каменные здания, владельцы 100—300 дворов могли строить мазанки или деревянные дома любых размеров.

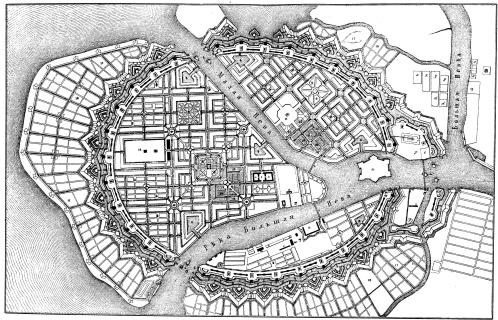
Неосуществлённый генеральный план застройки Васильевского острова, предложенный Жаном Леблоном

Застройка острова по-прежнему велась вяло, многие дворяне игнорировали указы, Пётр I запретил обязанным к переселению закупать участки в других частях города, угрожал дворянам конфискацией имущества. Строить на Васильевском требовалось и тем дворянам, которые успели ранее построить поместья в других городских районах. Некоторые дворяне строили на участках светлицы для формального исполнения указа, но чтобы самим не переезжать на остров. Недовольный такими результатами Пётр приказал сломать кровли основных домов ослушников и не разрешать крыть, чтобы они переехали на Васильевский остров. К 1723 году лишь около 17 % участков из задуманных было отдано, и многие из них не застраивались. Пётр I приказал насильно выслать в город всех ослушников. Для стимулирования застройки Васильевского острова было запрещено возведение каменных зданий на Адмиралтейской стороне, продолжал соблюдаться закон, запрещавший возведение каменных зданий по всему Русскому царству. Размер участка, на котором строилось каменное или деревянное здание, отныне определялся не количеством дворов, а количеством крестьян.
К 1726 году результаты по-прежнему не были удовлетворительными, так как две трети построенных зданий были деревянными и застроенными оказались участки у набережной Невы, где сформировались городские улицы, в глубине острова оставались пустые участки. Их владельцы, как правило, сами жили в других частях города. Современники описывали каскад красивых каменных зданий, расположившихся на берегу Невы, но пустых и не отделанных внутри. Здания глубже часто не имели достроенных верхних этажей, или были построены только фундаменты. Из-за сырости такие недострои начинали гнить и разваливаться. Их владельцы, как правило, сами жили в других частях города. Петру не удалось осуществить план по образованию городского центра на Васильевском острове, этому также способствовало отсутствие постоянных мостов через Неву.
Вопреки планам Петра, формирование Васильевского острова как городского центра провалилось. Васильевский остров по задумке царя должен был быть покрыт сетью водных каналов, для чего был выкопан ряд каналов до нынешней 13 линии. Однако они были слишком узкими, не пригодными для проходки судов и в итоге стали использоваться жителями как отходные ямы.

## Градостроительство
| План Петербурга в 1905 году          | План Петербурга в 1925 году |
| Планы Петербурга в 1705 и 1725 годах |                             |

Пётр I в стремлении создать образцовый город регламентировал способы благоустройства жилищ в зависимости от сословной принадлежности. Регламентации начали претворяться после Полтавской победы, до этого момента город строился хаотично. Строже всего регламентации соблюдались при строительстве на пустых участках.
Вопреки мечтам Петра о каменном городе, построенные в новом городе здания в основном были деревянными или мазанковыми, крепостные сооружения изначально были земляными. Деревянными были в основном и дворцы знати. В 1717 году большая часть поместий приближённых царя была деревянной. Остальные сословия строили себе деревянные здания, покрытые дранкой или горбылём, закреплёнными поперечными палками. Для защиты от дождя на горбыль также могли застилать берёзовую кору или дёрн, отчего крыши напоминали поверхность луга.

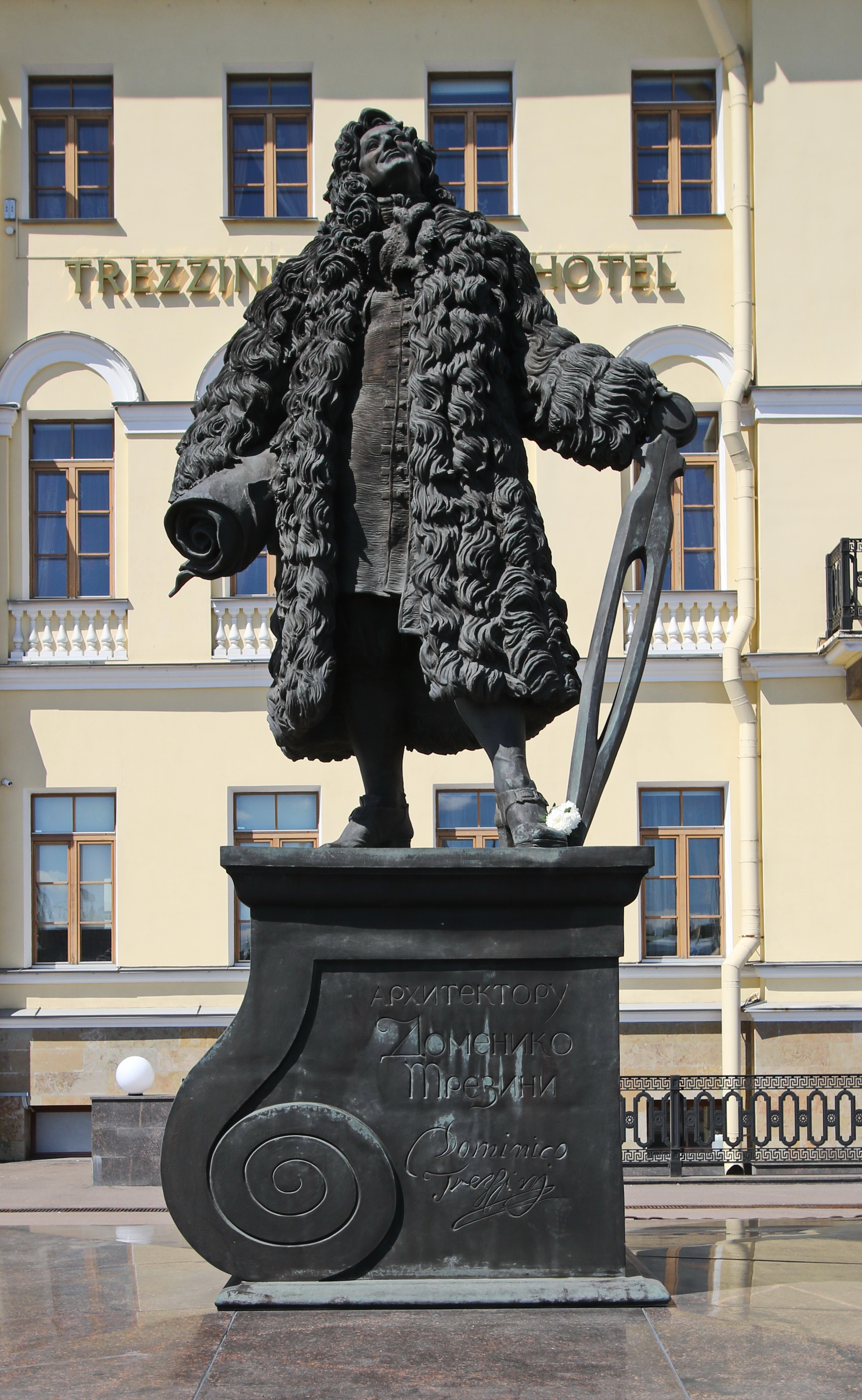
Доменико Трезини, главный петербургский архитектор петровской эпохи

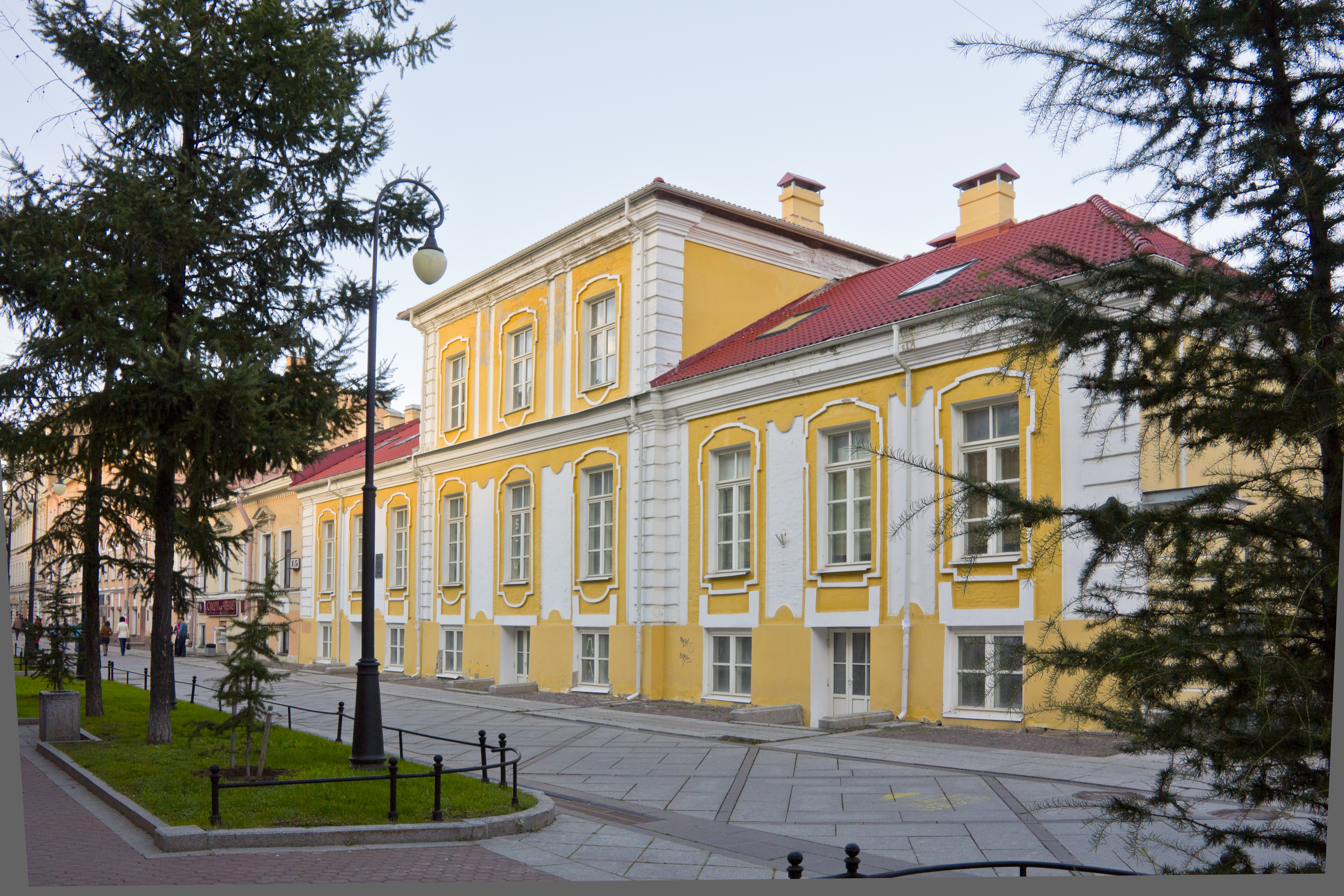
Дом Троекурова, характерный пример «полутораэтажной» постройки с мезонином, такие малые поместья формировали облик центральных городских улиц

От горожан требовали соблюдать фасадную застройку, что было новшеством для русского зодчества. В городе начали устанавливаться правила, которые станут стандартными для петербургской постройки. В частности, основные здания требовалось строить не в глубине участка, как это было принято в России, а фасадом на улицу «в одну линию», а хозяйственные постройки, наоборот, требовалось строить в глубине двора. Это позволяло придать улицам более парадный облик. Только самые богатые жители города могли позволить себе кирпичные дома, основная часть построек оставалась деревянной. Разочарованный сложившейся ситуацией царь специальным указом 1714 года запретил строить каменные сооружения в Русском царстве, кроме Петербурга. Деревянные дома для лучшего вида требовалось строить не из бревна, а из брусьев или обшивать тёсом, расписанным под кирпич.
С 1711 по 1714 года, кроме каменных, дозволялось строить только мазанковые здания — глинобитные дома по подобию украинских хат, внешне напоминавшие каменные здания. Пётр лично построил образцовый мазанковый дом для помещения типографии, затем мазанковые дома требовалось строить по чертежам Трезини. Этот тип построек плохо приживался, в итоге запрещение строительства деревянных зданий ограничили Городской и Адмиралтейской сторонами. Мазанковые здания строили в основном представители знати за неимением каменного материала. Мазанковый период закончился вместе с налаживанием производства кирпича. Несмотря на относительно небольшое количество каменных зданий, Петербург выделялся необычайно большим количеством каменных сооружений по меркам российских городов того времени, в том числе и Москвы.

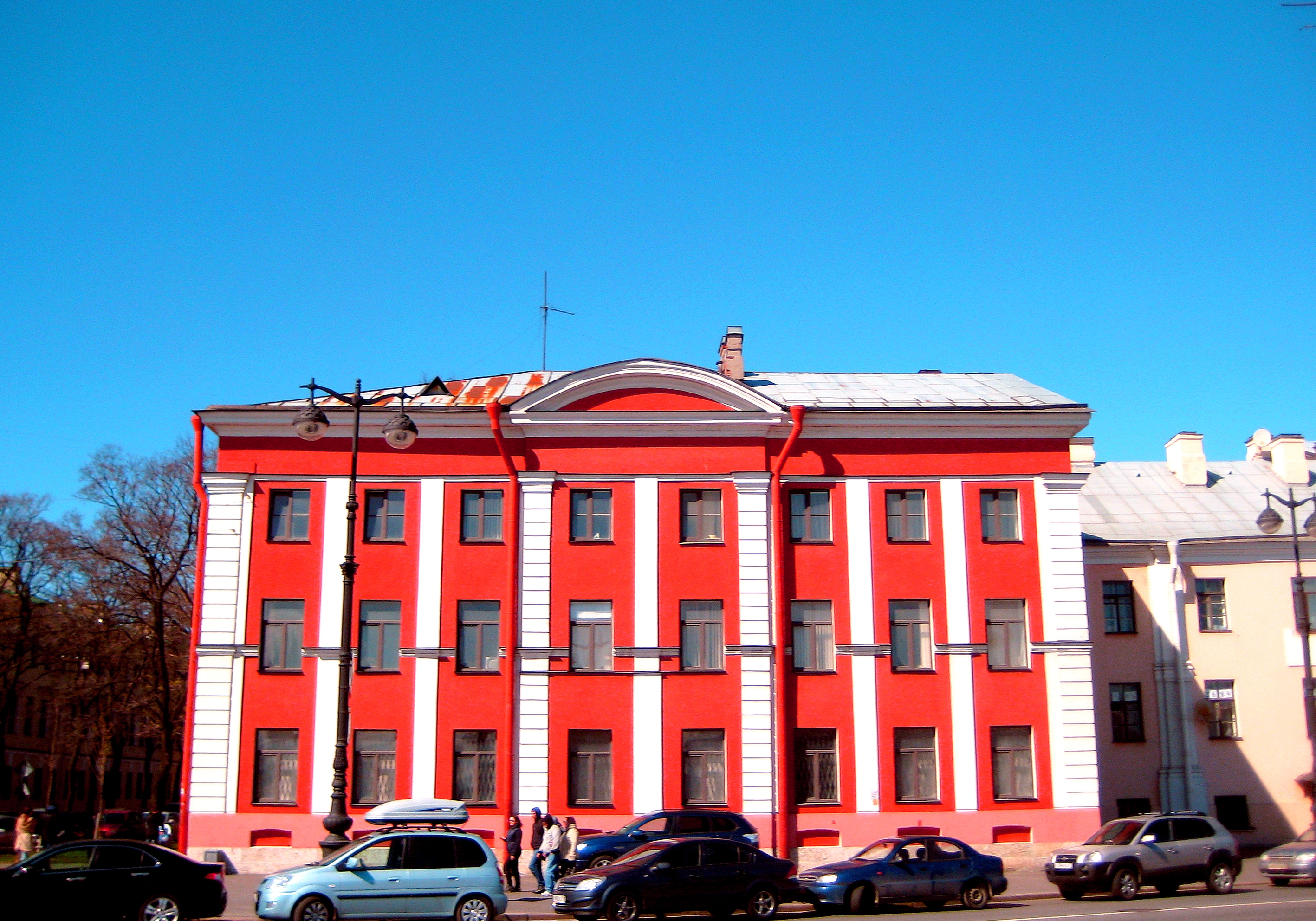
Комплекс казарм лейб-гвардии Финляндского полка, созданный по «образцовому» дому Трезини

Многие здания строились в спешке и начинали быстро разрушаться, особенно в зимнюю погоду. Строительство дворцов было принудительным на отданной государством земле, часто это была заболоченная местность, и хозяевам приходилось тратиться на возведение фундамента, такие особняки могли трястись от проезжавших мимо экипажей. Часто из-за скорого строительства страдало качество дома и внешняя отделка быстро начинала сыпаться, например, черепица отваливались при малейшем ветре.
Подлые, составлявшие основное население, жили в деревянных избах и лачугах, которыми были застроены городские окраины. Хотя Пётр I утвердил «образцовый дом для подлых», таких зданий было построено мало. Люди хорошего достатка, «именитые», но не высшие чины строили особняки, которые формировали первые городские улицы. Это были, как правило, двухэтажные и вплотную построенные друг к другу дома. Имевшиеся в городе здания также требовалось «поправлять», например, здание бойни у Мойки по требованию Петра было спрятано за якобы жилым фасадом с окнами.
Улицы города проектировались как длинные и прямые линии, которые часто чертил на карте сам Пётр I, хотя эти линии, особенно в ранний период до Полтавской победы, часто нарушались застройщиками. В 1713 году был проложен Невский проспект как просека, ведущая от Адмиралтейства к старой новгородской дороге, однако она рассматривалась не как городская улица, а как загородная дорога. Пётр хотел придать ей парадный вид, и дорога была замощена и озеленена. По обеим сторонам были посажены деревья в четыре ряда.
Преемники Петра по его заветам продолжали застройку Васильевского острова, а также закончили многие начатые при Петре проекты застроек — здание 12 коллегий, Кунсткамеру и Гостиный двор.

### Слободы
В начальный период развития Петербурга город в основном был застроен слободами. Слободы образовывались у крупнейших мануфактур, например, морская слобода у Адмиралтейства, литейная и пушкарская слободы у литейного двора на против летнего домика Петра. Крупная слобода, населённая матросами, офицерами, мастеровыми и служащими, располагалась у Галерной гавани.
Слободы состояли из скученной традиционной деревянной постройки и улицами, проложенными в соответствии с потребностями их жителей. Дома в слободах возводились на глубине участка, у улицы ставили заборы. В итоге многие улицы в Петербурге были узкими, кривыми и незамощёнными, берега не были укреплены. Слободы располагались на сухих участках и между ними располагались обширные пустыри. Пётр I вёл постоянную борьбу со слободской застройкой, инициируя массовый снос зданий в том числе и при планировке новых улиц. Для царя особенно важно было создание прямых улиц, данная идея была чужда его современникам, так как прямых улиц не было как в русских, так и западноевропейских городах того времени.
Несмотря на все предпринятые усилия, Петербург продолжал обрастать слободами и к началу 1720-х годов Пётр I инициировал реконструкцию имевшихся слобод и урегулирование существовавшей там затройки. В итоге из слобод, ставших к этому моменту центрами городской жизни, формировались новые городские районы. Многие в будущем созданные улицы повторяли направление слободских просек, например, Литейный проспект. К моменту смерти Петра хаотичная слободская застройка сохранялась на Петербургской стороне, тогда ещё бывшей загородной территорией.

## Домашнее обустройство
При Петре I массово распространялись малознакомые для России строительные материалы, такие как изразцы, черепица, в некоторых дворцах устанавливалось стекло вместо изразцов. В самом начале существования города, в период массовой высылки в город ремесленников, государство строило им множество деревянных однотипных изб, это были неприметные здания, которые чрезвычайно плотно заселялись. О жилищных постройках, предназначенных для многочисленных невольных рабочих, было почти ничего не известно, ремесленники могли обеспечиваться жильём, но не рабочие. Современники отмечали, что рабочие спали в самодельных шалашах, землянках и других построенных наспех сооружениях для защиты от непогоды.

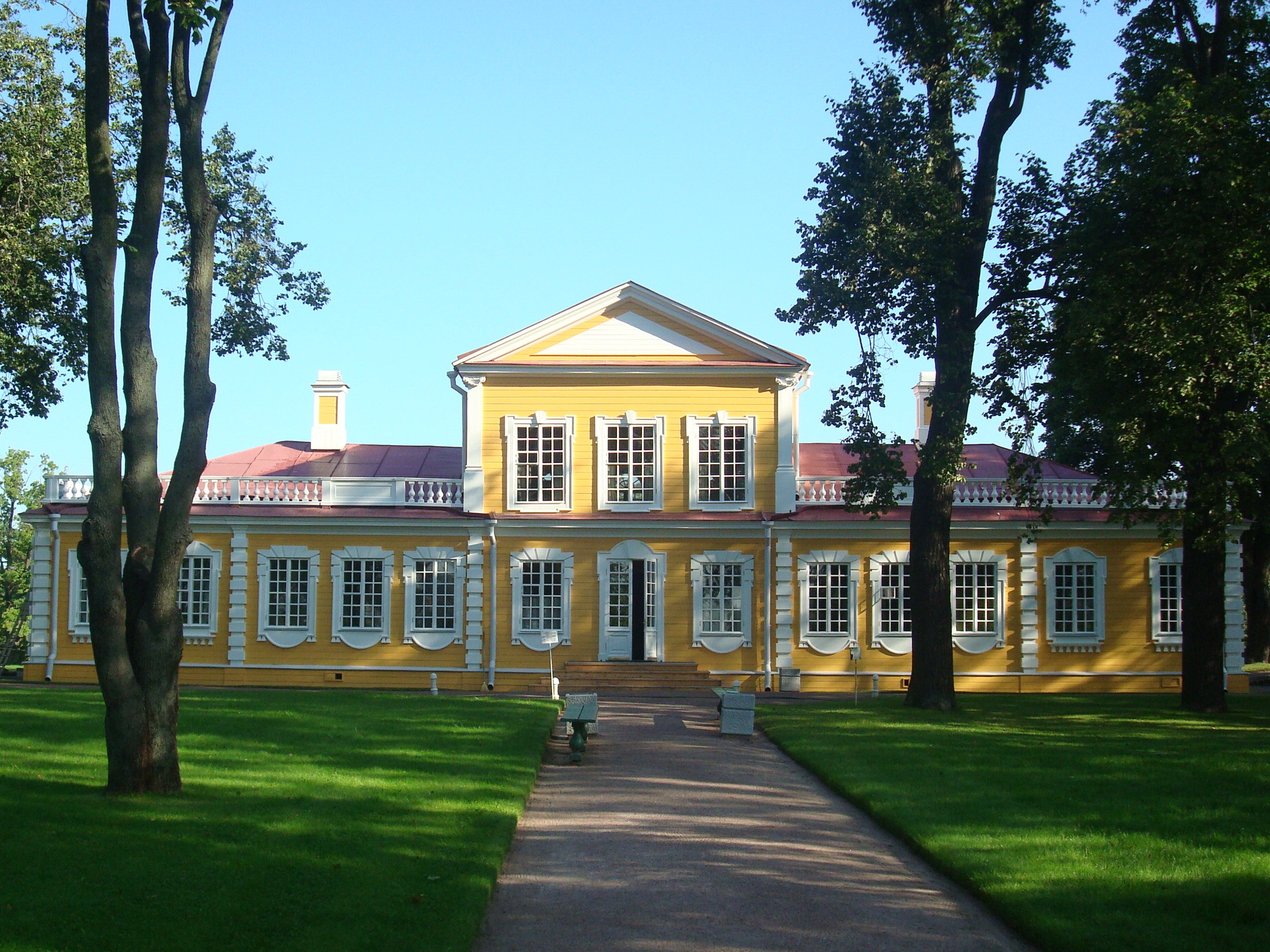
Маленькие хоромы Петра I в Стрельне, здание с большим первым этажом и вторым малым — мезонином — называлось «полутораэтажным» и оставалось крайне распространённым типом постройки вплоть до конца XIX века

Строительство дома было регламентировано множеством правил, прежде всего для предотвращения возникновения пожара, например, требовалось возводить печь на фундаменте, а не внутри здания, или соблюдать ряд правил при постройке печи. После разрушительного наводнения в 1721 году полы во многих зданиях стали строиться выше уровня затопления. Обеспеченные горожане или именитые, но не представители знати, предпочитали строить деревянные дома или дома смешанного типа. Это было обусловлено и привычкой: русские привыкли жить в деревянных домах и не ассоциировали каменные или кирпичные дома с уютной жилой постройкой. Также в тот период строительство каменного дома было настолько дорогим, что их владельцев подозревали в нечестных способах обогащения.

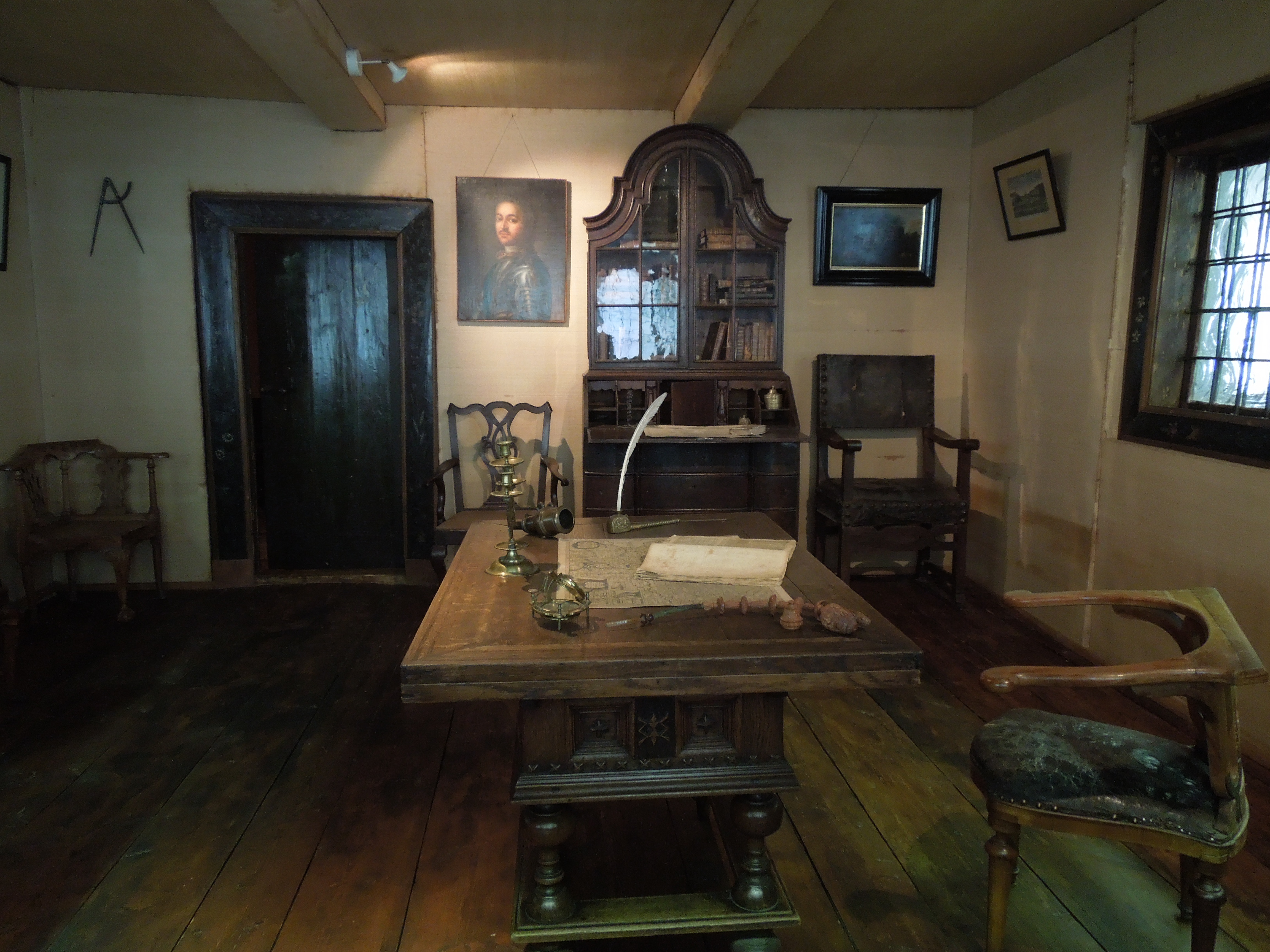
Внутренний интерьер домика Петра I даёт представление о внутреннем оформлении скромно-зажиточного дома

Именитые предпочитали строить дома смешанного типа, частично каменные и частично деревянные, идя на поводу у престижа, но и не предавая привычку жить в деревянном доме. Чтобы скрыть деревянный материал дома, он обильно штукатурился, придавая ему почти неотличимый от каменного облик, а значит, и престижный вид. Такие дома украшались античными или барочными орнаментами, деревянными портками и колоннами. Выступающие концы брёвен прятались за вертикальными досками, которые штукатурились, образуя пилястры. Стены в помещениях белились и украшались редкими иконами.
Крайне популярной постройкой городского типа стал так называемый полутораэтажный дом c основным первым этажом и небольшим вторым посередине — мезонином или горницей. Полутораэтажный дом мог быть как особняком, так и деревянным домом, где горница выступала небольшим и неотапливаемым помещением.
Комнаты в богатых особняках располагались «по ниточке» — как правило, гостиная, столовая, будуар, библиотека, которые можно было пройти насквозь. За домом располагался двор и службы. В особняках селились архитекторы, врачи, инженеры, богатые предприниматели. Вдоль границ участка располагались служебные постройки — кухня, баня, дровяной сарай, погреба и кладовки. До наших дней сохранился дом Троекурова, построенный в 1730-е годы и дающий представление об облике петербургских особняков. В Петербурге среди зажиточных также появилась традиция обивать холстом стены и потолки. Некоторые жители могли обивать полотном балконы, башни в садах и заборы в садах. Самые богатые люди крыли крыши черепицей, но она была чрезвычайно дефицитной. Остальная часть населения использовала деревянный гонт. Стекло оставалось крайне редким материалом, и основная часть населения для окон использовала слюду, бычий пузырь и ветошь.
|                                                                                                   |  |  |  |
| Образцовые дома Доменико Трезини, слева на право: Дом для дворян, зажиточных, обывателей и подлых |  |  |  |

## Инфраструктура
С самого основания города Пётр I мечтал о благоустроенном городе с прямыми замощёнными улицами, чтобы городское пространство опоясывали каналы и перекинутые через них подъёмные мосты. Набережные должны были быть укреплены деревом, улицы — освещены, город также должен был быть окружён бульварами, парками и фонтанами. Самой первой мерой по благоустройству стало мощение первых улиц в 1710 году, до этого в России мостить улицы было принято деревом. Специальным указом от каждого жителя требовалось доставить в город по 100 камней для мощения, затем камень должен был доставляться каждым прибывавшим в город судном, мостить улицы обязывались все горожане напротив своих домов, до этого улицы временно благоустраивались деревянными тротуарами шириной в 1 аршин. Указ о мощении выполнялся плохо не только из-за их принудительного характера, но и нехватки камня. 

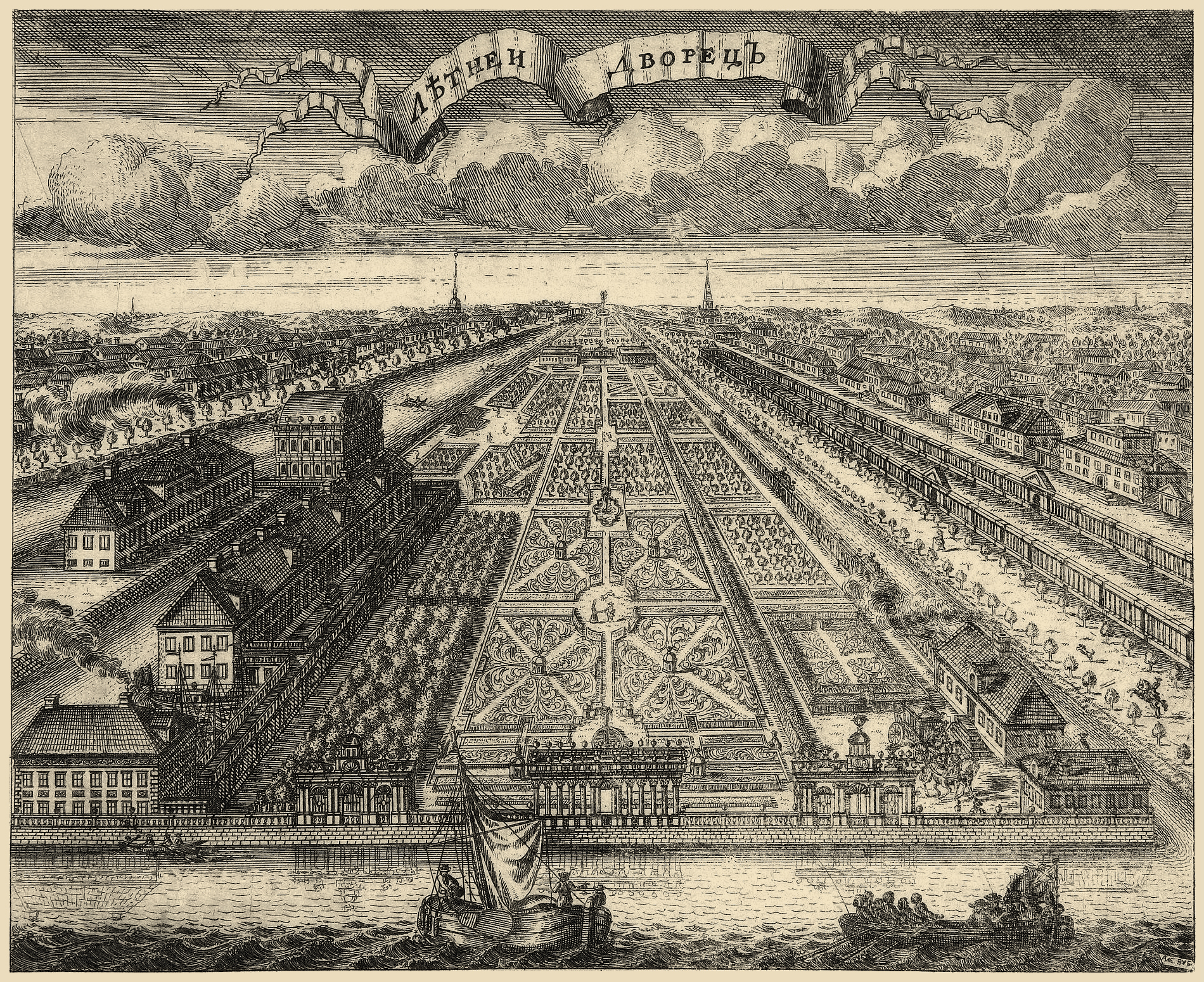
Летний сад, 1716 год

Несмотря на практику мощения улиц, в окрестностях города почти не было дорог; в город имелось несколько путей. Если путешественнику не везло попасть на нужную дорогу, то он попадал в тундру или болото. Переходы сухим путём были слишком медленными, и люди для перемещения предпочитали использовать барки или верейки для перемещения по воде. Пётр I также занимался озеленением города, самым крупным его проектом по озеленению стал Невский проспект, вдоль которого было посажено четыре ряда деревьев. Несмотря на то, что широкие проспекты являются характерной чертой исторического центра Петербурга, при Петре I городские улицы строились узкими, чья ширина не превышала 10 метров. Хотя Невская перспектива существовала тогда, она рассматривалась как загородная дорога.

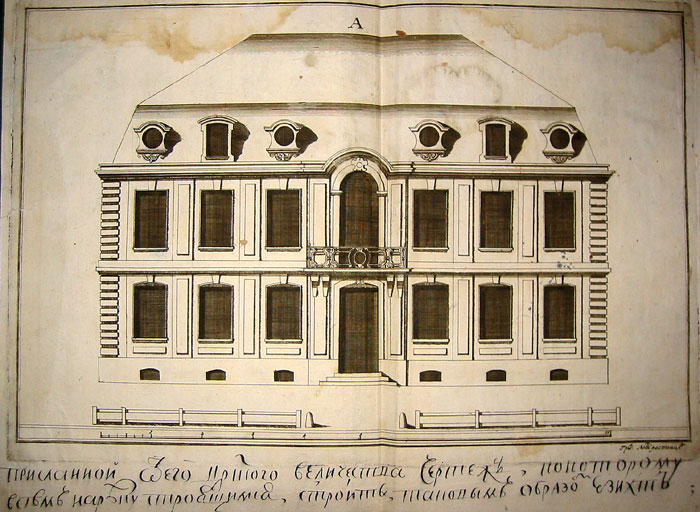
Чертёж образцового именитого дома, Жан-Батист Леблон, 1716 год

Домовладельцы также обязывались посадить деревья перед своим домом. Соблюдать указ было трудно в связи с тем, что на улицы было принято выпускать уничтожавший зелень скот. Пётр жестоко наказывал за порубку оставшихся в городе деревьев. Если деревья мешали строительству или прокладке дороги, то требовалось получать разрешение у конторы лесного управления, которая могла требовать выкапывать деревья и переносить их в другие места. Пётр I хотел, чтобы город украшали сады и парки, уже в 1704 году начались работы по строительству Летнего сада, а в 1716 году — работы по устройству фонтанов. За поперечным каналом до Мойки был расположен второй летний сад, а на территории нынешнего Инженерного замка и Михайловского сада был обустроен третий сад. На территории нынешнего Марсова поля образовался большой луг, где во время праздников выстраивалась гвардия. Свои сады устраивались при дворцах знати, особой роскошью выделялся сад Меншикова. Обширную территорию вокруг себя облагораживал Александро-Невский монастырь. Несмотря на обилие садов, главным образом на Адмиралтейской стороне, все они были частными территориями, в городе не было ни одного общественного парка, в сады пускалась почти только знать. На строительство фонтанов в Летнем саду и попытки провести туда воду с постоянным напором Пётр истратил огромное количество бюджетных средств и было прорыто несколько бесполезных каналов. Очистка улиц возлагалась на жителей близлежащих участков, которые обязывались рано утром сметать мусор с улицы против своих домов, однако указы соблюдались плохо, и уличный сор сваливался поблизости.
В Петербурге в 1720-х годах на улицах города начали устанавливать освещение, первые фонари были тусклыми и ставились на большом расстоянии, едва освещая улицы, однако это было самым первым в истории России городским освещением. Первые масляные фонари появились в 1720 году.

### Каналы и водная инфраструктура

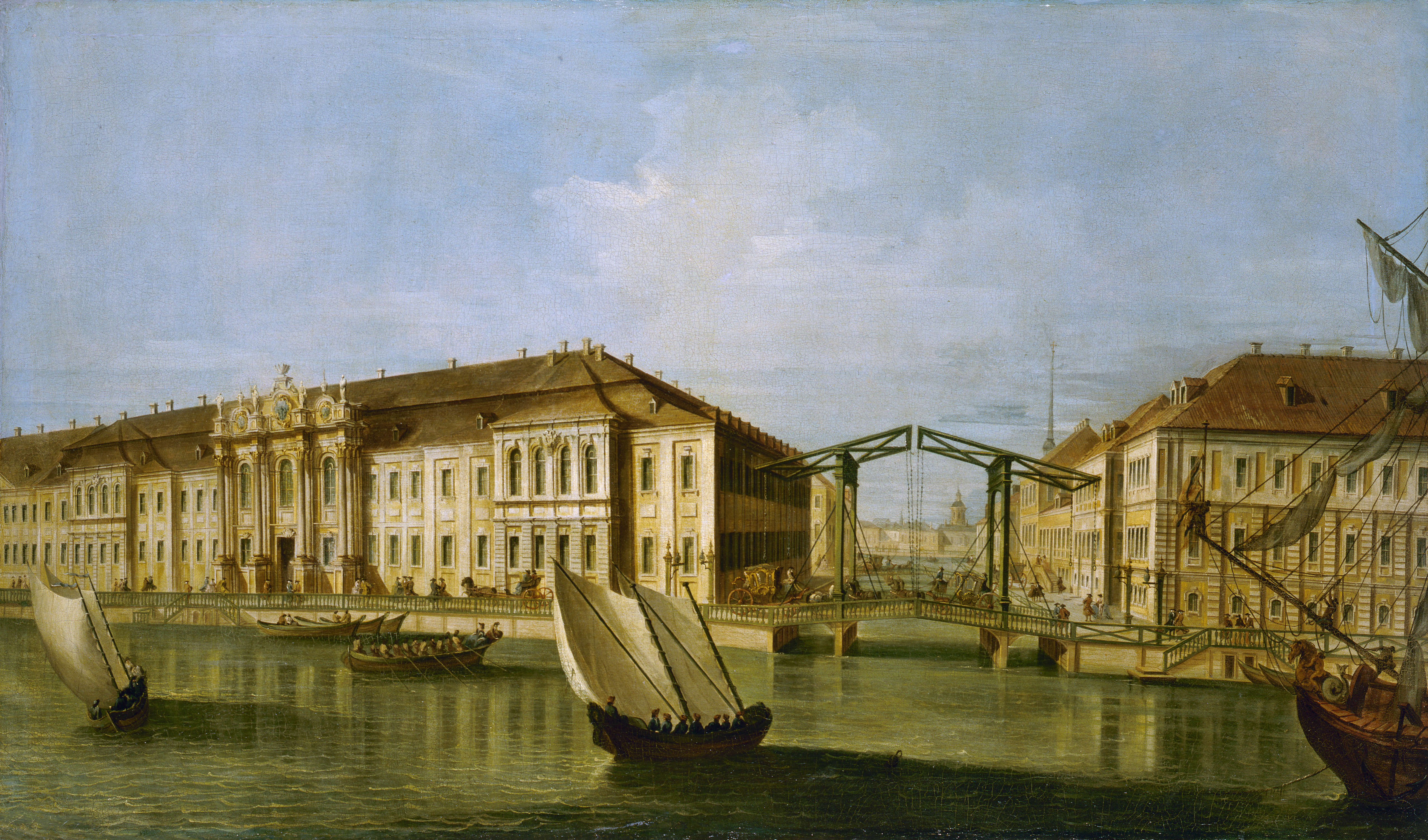
Зимний дворец Петра I, рисунок демонстрирует детали благоустройства петровского времени — деревянные подъёмные мосты и деревянное укрепление берегов

Из-за излишней заболоченности на улицах устраивались водоотводные канавы — уложенные под землю деревянные трубы, отводившие воду от улиц в реки и каналы. Жители не испытывали проблем с водоснабжением, так как Петербург строился у воды. Жители снабжали себя водой из рек и каналов, находившиеся вдалеке от воды домохозяйства брали воду из колодцев. Водопровод в Петербурге возник практически с самого его основания, но первоначально существовал для подвода воды к фонтанам Летнего сада. В 1720-х годах был выкопан канал для подвода воды к фонтанам Летнего сада из Лиговского канала. Для этого были построены три мазанковые башни на противоположных берегах Фонтанки, откуда вода под напором шла к фонтанам сада. Этот водопровод просуществовал до 1777 года, до наводнения. Бытовой водопровод был проведён в Монплезире, петергофском дворце Петра I. Также водопровод был сооружён на Васильевском острове, во дворце Меншикова и нескольких других дворцах. Планировалось строительство водопровода от бассейна Лиговского канала вдоль Невского проспекта для подачи воды в бассейн, планировавшийся к строительству на нынешней Сенатской площади.

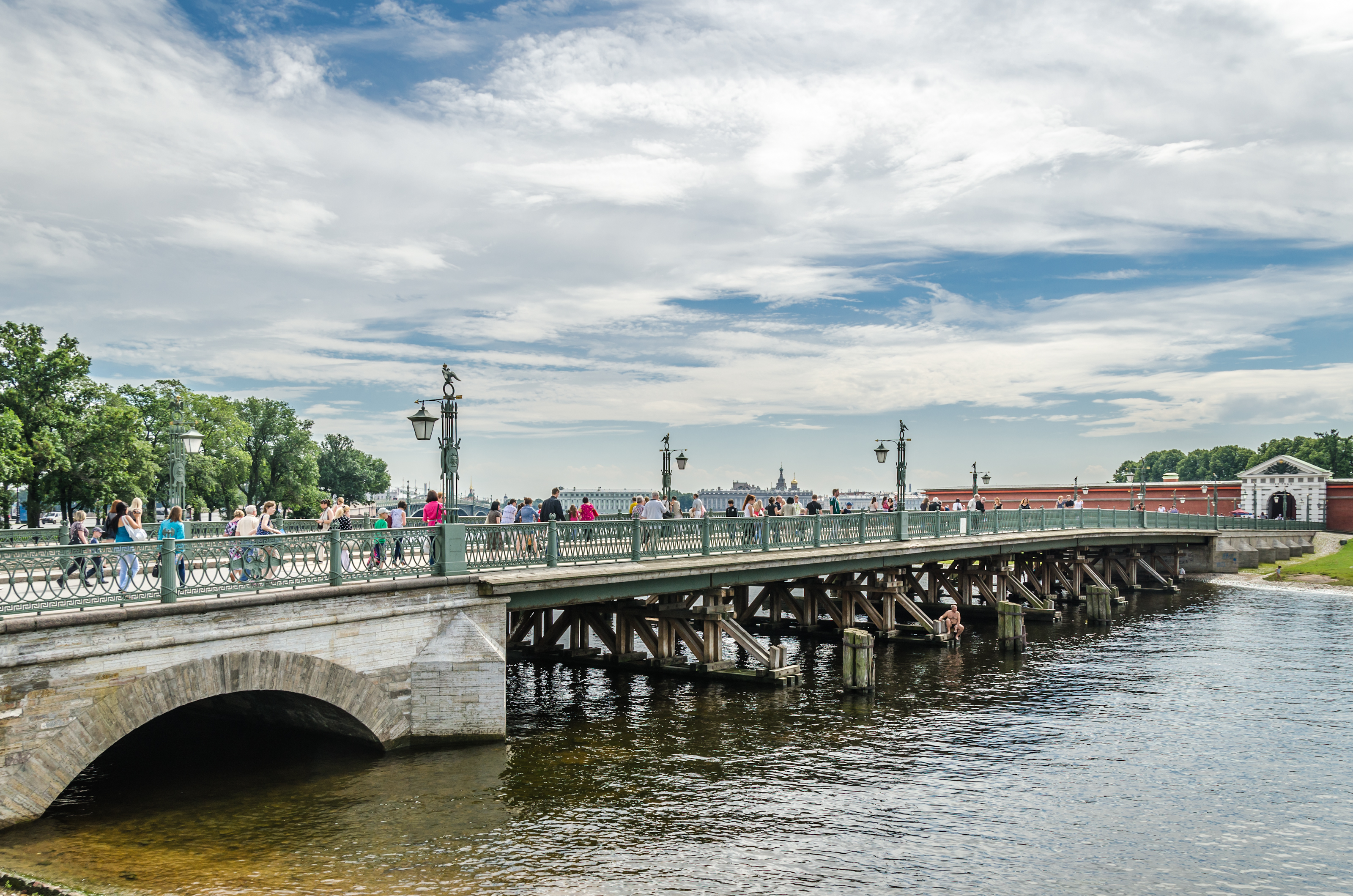
Иоанновский деревянный мост на месте первого моста Петербурга

Строительство каналов требовалось для осушения чрезвычайно заболоченной местности, прорытые каналы понижали уровень грунтовых вод, а вытащенной землёй из каналов засыпали поверхность окружающей местности. На момент основания большая часть территорий была непригодна для жизни из-за заболоченности. Каналы, по задумке Петра, выступали бы водными коммуникациями и помогали в обороне. Самый первый канал был прорыт в Петропавловской крепости для обеспечения запасом воды в случае осады и ныне не существует. Некоторые каналы укреплялись забивками свай, за которыми устанавливались щиты из досок. За несколько лет было вырыто каналов общей длинной в несколько вёрст, и это помогло осушить многие территории. Укреплять набережные по берегам Большой и Малой Невы и их протокам требовалось владельцам близлежащих домов, однако повинность исполнялась плохо, и государство с 1717 года взяло на себя строительство набережных за счёт расходов живших там жителей. Ещё при Петре проводились попытки строительства каменных набережных, в частности, в канале у Зимнего петровского дворца были проведены работы по кладке фундамента под каменную стену. Аналогичный каменный гаванец для стоянок лодок располагался около дворца в Летнем саду. В целом при Петре лишь небольшое количество каналов было укреплено. Деревянные набережные довольно быстро стали приходить в плохое состояние и разваливаться к концу 1720-х годов.

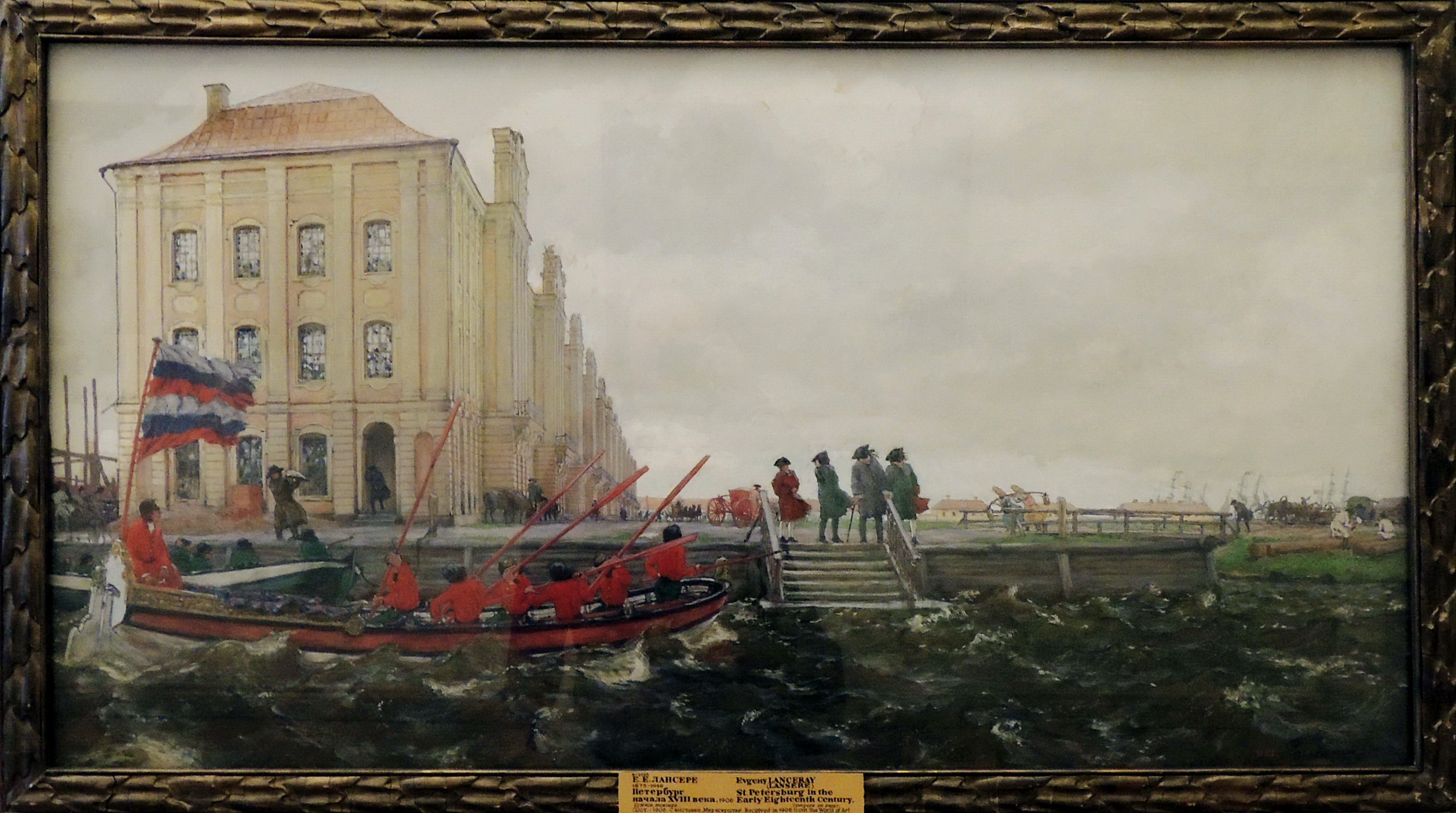
Петербург, здание 12 коллегий в начале XVIII века в художественном представлении Лансере

Вместе с пробивкой каналов было необходимо строить мосты. Вероятно, самым первым таким сооружением стал в 1707 году деревянный мост, располагавшийся рядом со стоянкой флота на Неве. Мосты начали появляться в других частях города, это были деревянные подъёмные сооружения, чтобы пропускать водный транспорт. Мосты были достаточно узкими, чтобы по ним мог проезжать запряжённый двумя лошадьми экипаж, но не более. При Петре в городе не было построено ни одного каменного моста через Неву, так как этого не позволяли технологии того времени, а наплывные мосты мешали бы передвижению водного транспорта. В 1707 году существовал наплавной мост через Неву близ устья реки Охты для перемещения войск на Карельском перешейке. Сообщение и провоз через Неву осуществлялся на 20 лодках и судах, такие поездки не были безопасными, и при переправе погибали люди, в том числе и знатные персоны. В зимнее время перемещение между островами осуществлялось по льду. Зимой жителям дозволялось перемещаться по проложенной дороге, которая обозначалась воткнутыми деревьями. На раннем этапе строительства Петербурга особое внимание уделялось водному транспорту. Жители набережных обязаны были устраивать пристани. Представители знати на Васильевском острове обязывались строить гавани. Почти все эти сооружения были уничтожены наводнением 1721 года. Вследствие этого новые пристани требовалось строить гораздо выше. Для поощрения развития водного транспорта многие жители получили бесплатные гребные и парусные суда. Суда часто устраивали пробки и аварии на воде, для каналов не подходили суда старой конструкции, распространённые у купцов, и Пётр I запретил их использование в городе. Власти следили за тем, чтобы горожане не засоряли каналы и не выбрасывали туда мусор, запрещалось перемещаться с лошадьми у берегов рек и каналов во избежание засорения воды лошадиным навозом. Тем не менее засоры появлялись часто, и власти в 1723 году учредили особую команду фурманов, свозивших сор с каналов и улиц.
Из-за возрастания числа прибывающих в Петербург кораблей Пётр I задумал перенести основную стоянку судов за черту города, на западную часть Васильевского острова, и в 1721 году свою работу начала Галерная гавань, по совместительству верфь. Рядом с ней вырос галерный городок, который населяли матросы и работники гребного флота.

## Архитектура

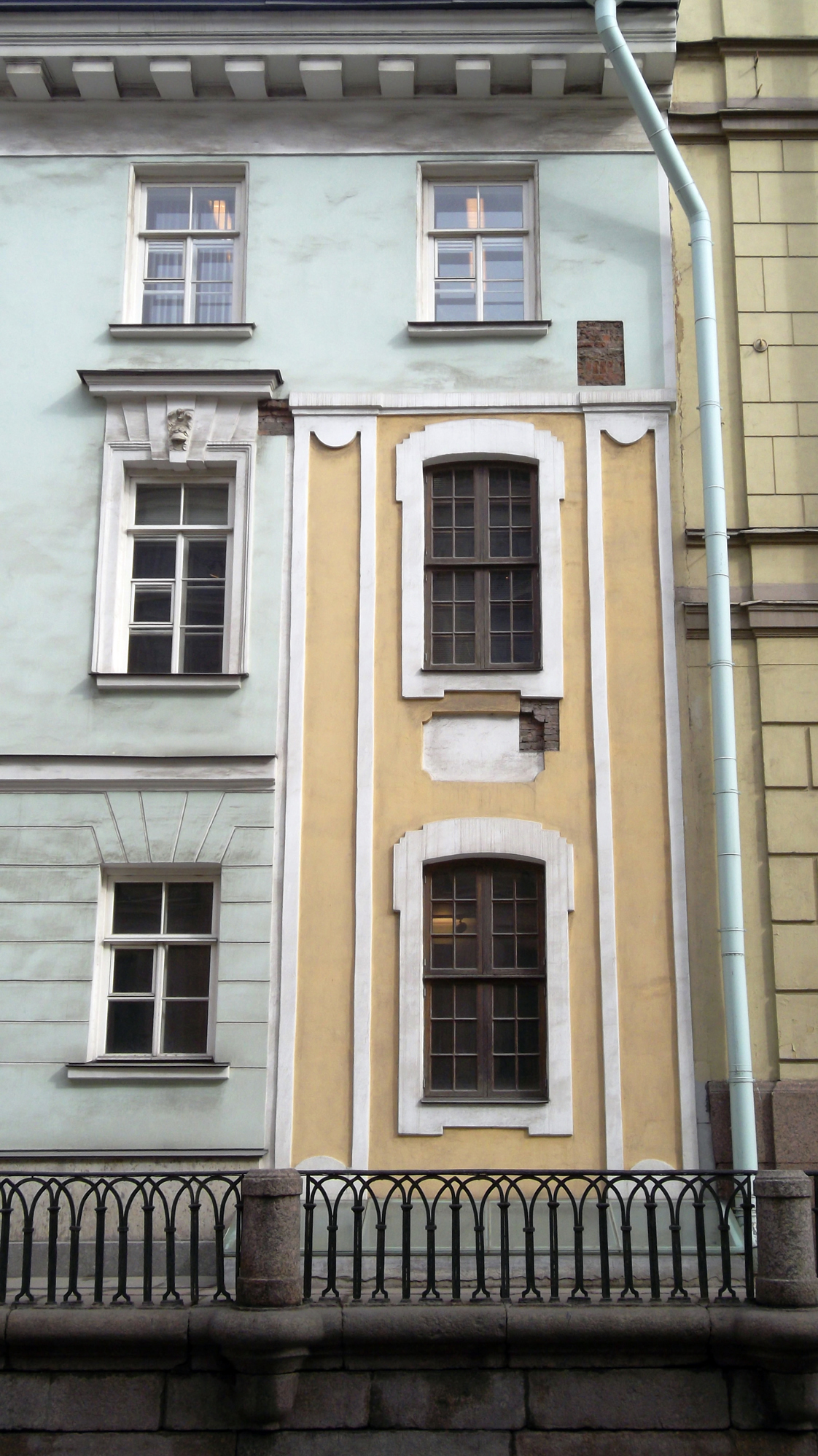
Фрагмент петровского Зимнего дворца. На фото ярко видна разница в оформлении фасада петровского барокко и более позднего классицизма

Петербург как город, подражавший европейской моде, формировался в период моды на барокко в Европе. Если для стиля, как правило, была свойственна подчёркнутая вычурность и сложность архитектурных форм, то ранние петербургские здания — это скорее скромные попытки подражать такой моде, испытывая наибольшее влияние со стороны голландской школы и в меньшей степени французской. Ранние здания строились в основном небольших размеров, с плоскими фасадами и были достаточно скромно украшены. Подчёркнутая строгость по меркам стиля барокко в оформлении фасадов была обусловлена как личными пристрастиями царя, так и неблагоприятной экономической обстановкой, так как город возводился в момент Северной войны. Позже такое архитектурное направление будет названо петровским барокко.

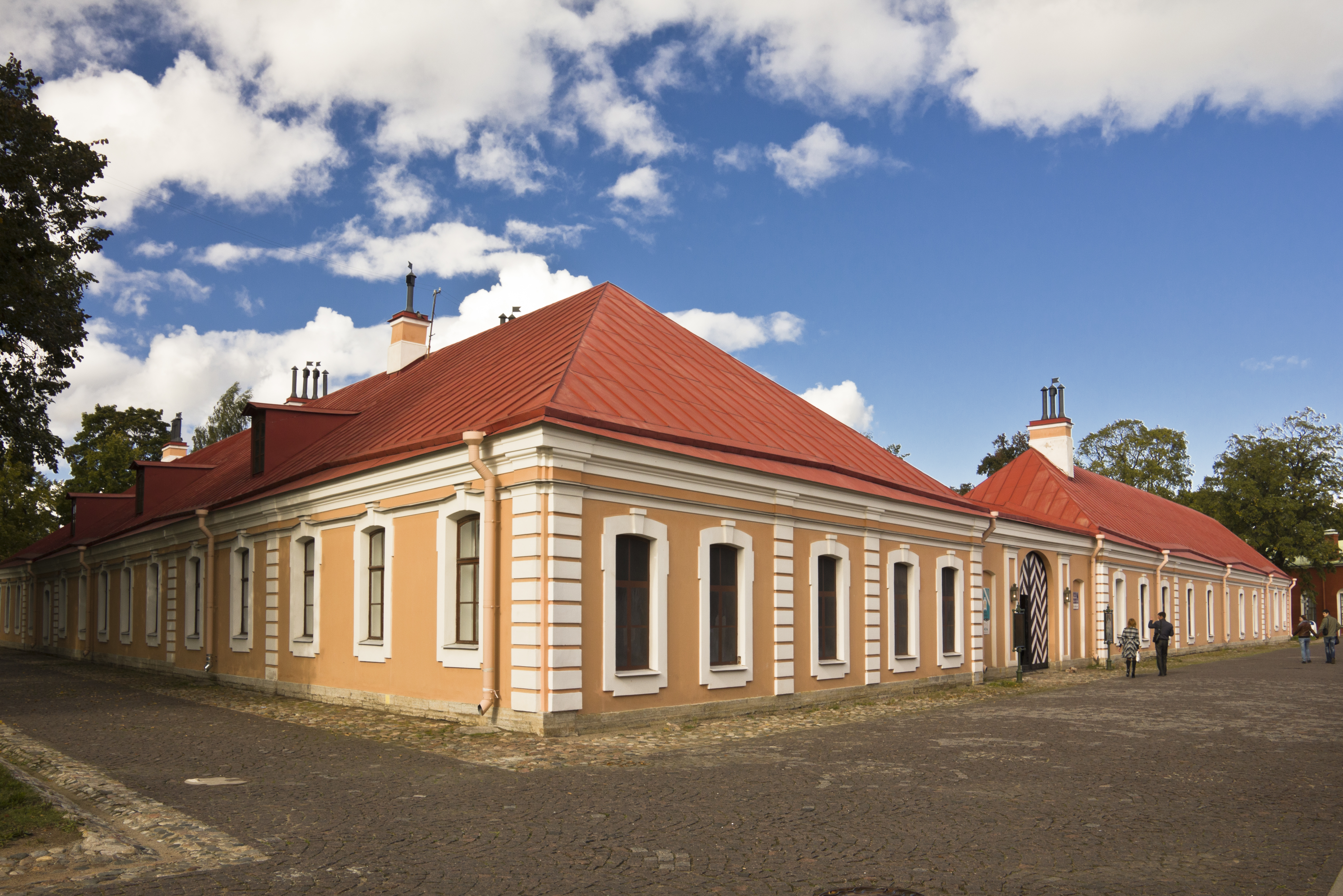
Инженерный дом, образец небольшого типового здания, которые были распространены в петровское время

В облике отдельных зданий прослеживается попытка подражать разным модным на тот момент западным архитектурным течениям, например, домик Петра был выстроен в стиле рядовой застройки северных городов Европы.
Хозяева жилых домов не могли строить здания, как им заблагорассудится, и для этого предлагались чертежи образцовых зданий. Для разных сословий создавались проекты домов разных размеров и этажности в зависимости от их сословного происхождениях. Дворяням также требовалось строить особняки по образцам. Регламентация не ставила перед собой цель строить однотипные здания, образцы выступали нижним стандартом типового здания, хозяин же мог строить на основе типового образца собственные здания, одобренные Канцелярией городовых дел. С 1714 года мазанки строились по образцам, разработанным архитектором Доменико Трезини.
Крыши и скаты украшались волютами в форме завитков в виде волны, чью середину украшало круглое или многоугольное окно — люкарна. Большая часть построек этой эпохи не сохранилась до наших дней, один из сохранившихся дворцов петровской эпохи — Кикины палаты, принадлежавшие сподвижнику Петра I — Александру Кикину. Другой яркий образец петровского барокко — Меншиковский дворец, принадлежавший графу Меньшикову.
Пётр I сыграл ключевую роль в архитектурном формировании города, контролируя строительство каждого значимого городского здания с этапа проектирования, заканчивая отделочными работами. Также за исполнением архитектурных норм следил его ближайший соратник Меншиков. Главными архитекторами города выступали Трезини, Леблон и Синявин. Петровское барокко заложило основу нового российского архитектурного направления, основанного на западноевропейской практике, а не русской средневековой.
Петропавловский собор соблюдал традицию протестантского церковного строительства. В то время архитектура храма была новаторской и противопоставлялась традиционному московскому церковному зодчеству. Пётр I при строительстве церкви был заинтересован в прежде всего в его колокольне и новой градостроительной доминанте. Петропавловский собор стал самым ярким образцом внедрения западных форм архитектуры в церковную архитектуру, хотя до этого внедрение западных архитектурных веяний наметилось в московских церквях в конце XVII веке. Иконостас оказал ключевое влияние на дальнейшее убранство церквей середины XVIII века. Церкви в городе строились, как часть городского ансамбля, а не как исключительно архитектурные доминанты, это также отражало политику Петра по отделению Церкви от светского общества. Основная часть церквей в городе была деревянной, представляя собой вытянутые строения со шпилями спереди, как Петропавловский собор.

### Архитектурное направление

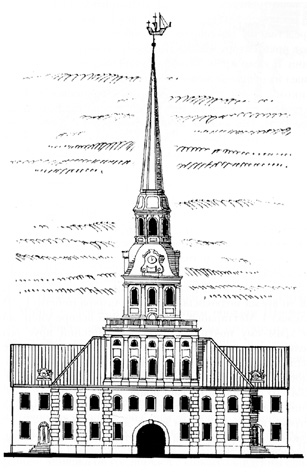
Башня Адмиралтейства, между 1719 и 1738 годами

Изначально Пётр I, в прошлом учившийся в Голландии хотел построить город европейского образца, вдохновляясь именно голландской культурой. Тем не менее архитектурное направление городу начали задавать вначале Джованни Мария Фонтана и в дальнейшем Доменико Трезини. Первые роскошные дворцы были созданы для сподвижника Петра — Меншикова, в отличие от Петра, любившего жить в роскоши. В 1713 году в Петербург также прибыла группа немецких мастеров под начальством Андреаса Шлютера, который, однако, вскоре скончался и почти не оставил следа. К 1713 году главные петербургские постройки были выдержаны в немецко-датском стиле балтийского барокко. Прибывшие вместе со Шлютером немецкие архитекторы Готфрид Шедель, Теодор Швертфегер, Иоганн Христиан Фёрстер и И. Ф. Браунштейн строили здания в севернонемецком стиле, схожем с голландским. Тем не менее, Трезини становился самым знаменитым городским архитектором благодаря своим проектам, таким как Петропавловская крепость или Петропавловский собор.
Поворотным моментом в архитектурном развитии стал 1715 год, когда в Петербург было приглашено множество французских и итальянских художников и декораторов. Их влияние главным образом прослеживалось в художественном искусстве и скульптуре. Под руководством Жана-Батиста Леблона было прорезано два проспекта к Адмиралтейству — Невская и Вознесенская перспективы. Он оказал непосредственное влияние формирование облика городских улиц, как прямых и пересекающихся под прямым углом. Леблон также ввёл в Петербурге садово-парковое искусство, привив среди знати моду на французские парки с павильонами. Получивший в 1718 году пост плавного архитектора Георг Маттарнови спроектировал несколько грандиозных зданий, включая первый Зимний дворец и Кунсткамеру.

### Достопримечательности

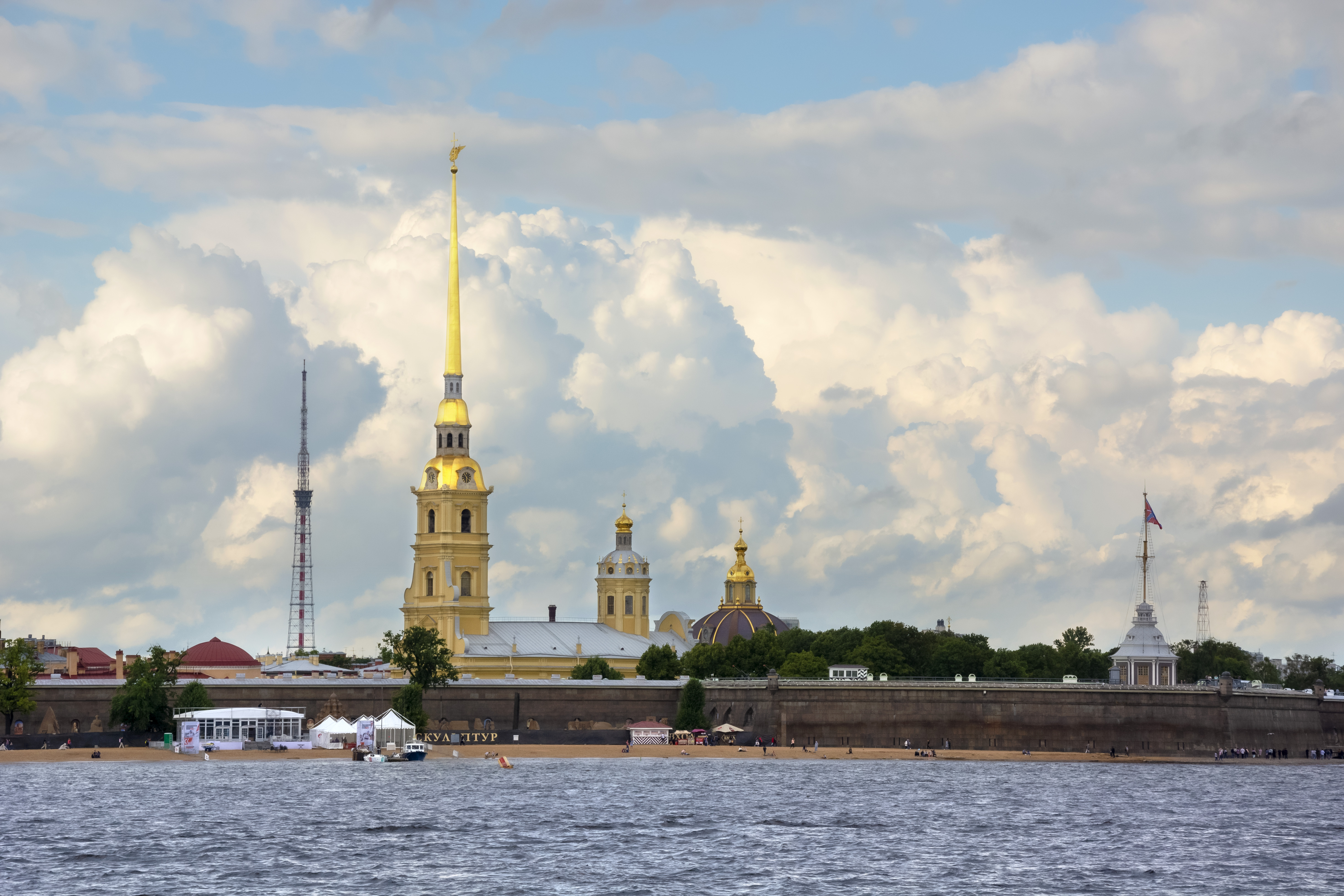
Вид на Петропавловскую крепость

Первым масштабным архитектурным проектом Петербурга петровского времени стала Петропавловская крепость. До 1706 года стены крепости были земляными, а гранитом облицованы были уже при Екатерине II. Знаменитый каменный Петропавловский собор был заложен при Петре взамен деревянного, но достроен после его смерти. Золотой шпиль собора был создан в 1720-х годах голландским мастером Харманом ван Болосом. Вход в Петропавловскую крепость украшают триумфальные Петровские ворота, построенные по проекту Трезини в 1718 году. Другой крупный проект — Адмиралтейство, в котором строили суда. Первое здание Адмиралтейства было построено в 1730-е годы и не сохранилось. При Петре был возведён первый комплекс Новой Голландии на острове у реки Мойки, остров напоминал Петру Голландию, где он учился делать корабли. Другие знаковые общественные постройки Петербурга того времени — конюшенное ведомство или здания Двенадцати коллегий, состоят из объединённых в общую линию двенадцати одинаковых домов.
В 1712 году между нынешней Миллионной улицей и набережной Невы были выстроены Свадебные палаты. В 1719 году к ним были пристроены жилые палаты — новое получившееся здание стало известно как зимний дворец Петра I, в стенах которого русский царь скончался в 1725 году.
При Петре началось строительство Свято-Троицкой Александро-Невской лавры, в которую царь торжественно перенёс мощи князя Александра Невского, ссылаясь на предание о том, что на месте монастыря князь новгородский разбил шведов в 1241 году. После смерти царя собор был полностью перестроен из-за некачественных материалов. Благовещенская церковь на территории лавры, в которой были похоронены мощи Александра Невского стала усыпальницей для царской семьи.
| |  |  |  |  |  |
| Кикины Палаты, Меншиковский дворец, Подворье Александро-Невской лавры, Кунсткамера, Здание Двенадцати коллегий, Летний дворец Петра I |  |  |  |  |  |

## Культура
С точки зрения наблюдателя Петербург оставлял впечатление города-крепости, подчинённой военному распорядку. Утро начиналось с сигнала и перекличкой полковых труб между солдатскими слободами. Вечер начинался с сигнала отбоя. На улицах были постоянно слышны барабаны и солдатские песни.

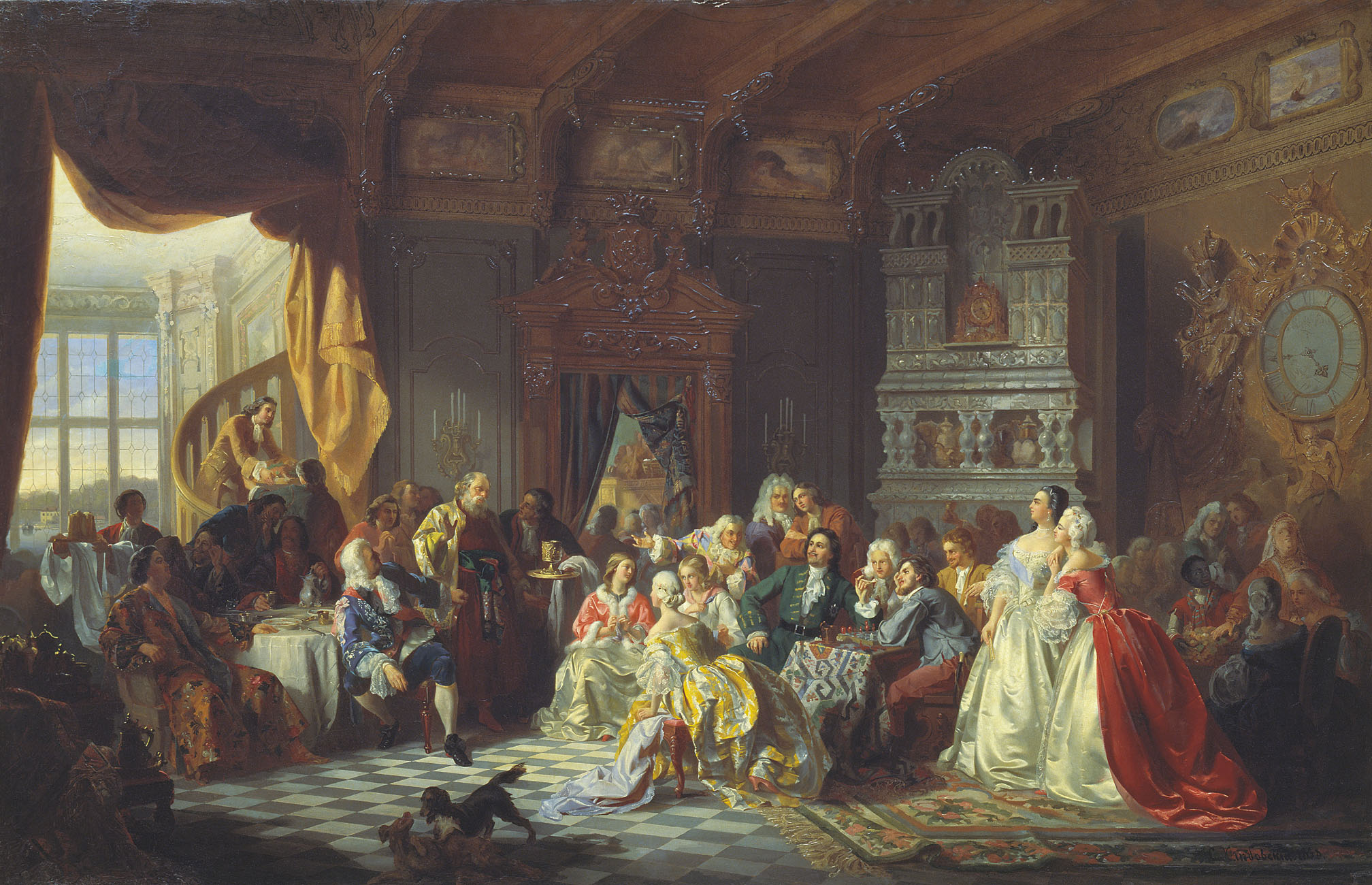
Петровские ассамблеи, Станислав Хлебовский

В ранней истории Петербурга население по велению Петра I стремилось подражать европейской моде. Данные правила нравились далеко не всем русским дворянам, поэтому царю приходилось поддерживать порядок путём постоянных угроз, а также выпуском регулярных пособий по «перевоспитанию». Приобщение к западной культуре выражалось также в строительстве первых в России общественных заведений, которые представители знати были обязаны посещать. Самый первый театр был устроен сестрой Петра I — царевной Натальей Алексеевной и работал с 1711 до 1716 года. Тогда театр был новинкой был для русской публики, пришедшей из западной культуры, для которого сочинялись первые русские пьесы, очень длинные за неопытностью их сочинителей. Тем не менее, невзыскательной публике такие представления очень нравились.

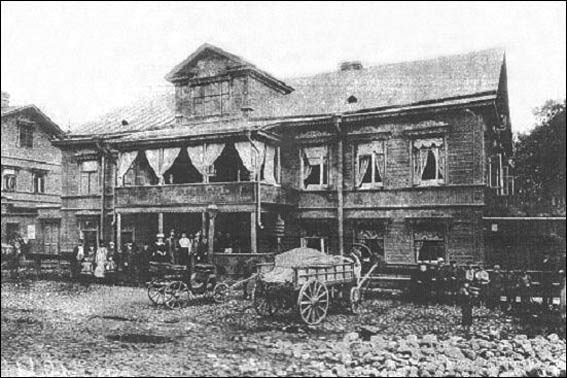
Кабак Красный кабачок, одно из последних зданий петровской эпохи, сохранившихся до начала XX века

Пётр I организовывал первые ассамблеи, где деятели науки, политики и искусства должны были собираться для дискуссий и бесед. Поведение в ассамблеях строго регламентировалось, начиная с дресс-кода и необходимости танцевать, заканчивая количеством тостов. Посещение ассамблей носило вынужденный характер, так как современники считали их неприличными. Пётр I держал при себе штат шутов, которые при дозволении царя позволяли себе язвительные высказывания в сторону и двора и публично обличали приближенных царя в пороках и злоупотреблениях.
Петровские реформы также требовали отказа от ценностей домостроя в кругу знати, устранения затворничества женщин и привлечения их к активному участию в общественной жизни. Отращивать бороду считалось дурным тоном, поэтому с бородой можно было встретить только крестьян, а знать для общения стремилась использовать французский язык, так как русский считался языком простолюдинов. Пётр I впервые ввёл физическую культуру в воспитание знати, дворяне были обязаны научиться шпажному искусству. Также царь организовал в Петербурге гребной спорт, обучая гребле будущих морских офицеров.
Приобщение к западной культуре велось и среди средних слоёв населения. Важную роль для достижения этой цели играли трактиры, аустерии и герберги, где организовывались западные виды отдыха и развлечений. При заведениях питания открывались бильярды, лотереи, организовывались концерты, балы, устраивались цирковые выступления. Во многих трактирах разыгрывались лотереи или аукционы.
При Петре I в России и главным образом в Петербурге начала развиваться публицистика, и литературные жанры той эпохи отличались публицистичностью. Попавшая под влияние европейской (главным образом французской и немецкой) и античной литературы русская национальная литература претерпела значительные изменения, сформировав жанр русского классицизма. Особенной популярностью пользовалась сатира и лирическая поэзия. Тем не менее, сама петровская эпоха была достаточна скудна на литературу, самым видным петербургским литератором той эпохи был архиепископ Феофан Прокопович. Сам Пётр I профинансировал перевод более 600 книг на русский для приобщения к западной литературе.
При Петре в Петербурге было открыто научное заведение — Первая в России академия наук, куда в качестве учёных были приглашены академики с Запада, в том числе и президент Академии Лаврентий Блюментрост. Одновременно был учреждён первый университет, однако эта информация спорна, и университет там мог существовать с 1819 года.

### Культурное значение и восприятие современниками
Петербургу быть пусту
— Заклятие о гибели новой столицы, будто бы изречённое царицей Евдокией Лопухиной
Многие российские современники воспринимали Петербург как символ «царя-антихриста», городу пророчили запустение и забвение после смерти Петра. В глазах религиозного и консервативно настроенного русского населения Петербург стал местом сосредоточения грехов, так как в Петербурге вводились многие, противоречившие устроявшимся общественным и культурным нормам традиции — ношение иностранных костюмов, посещение женщинами мероприятий и строительство неправославных церквей.

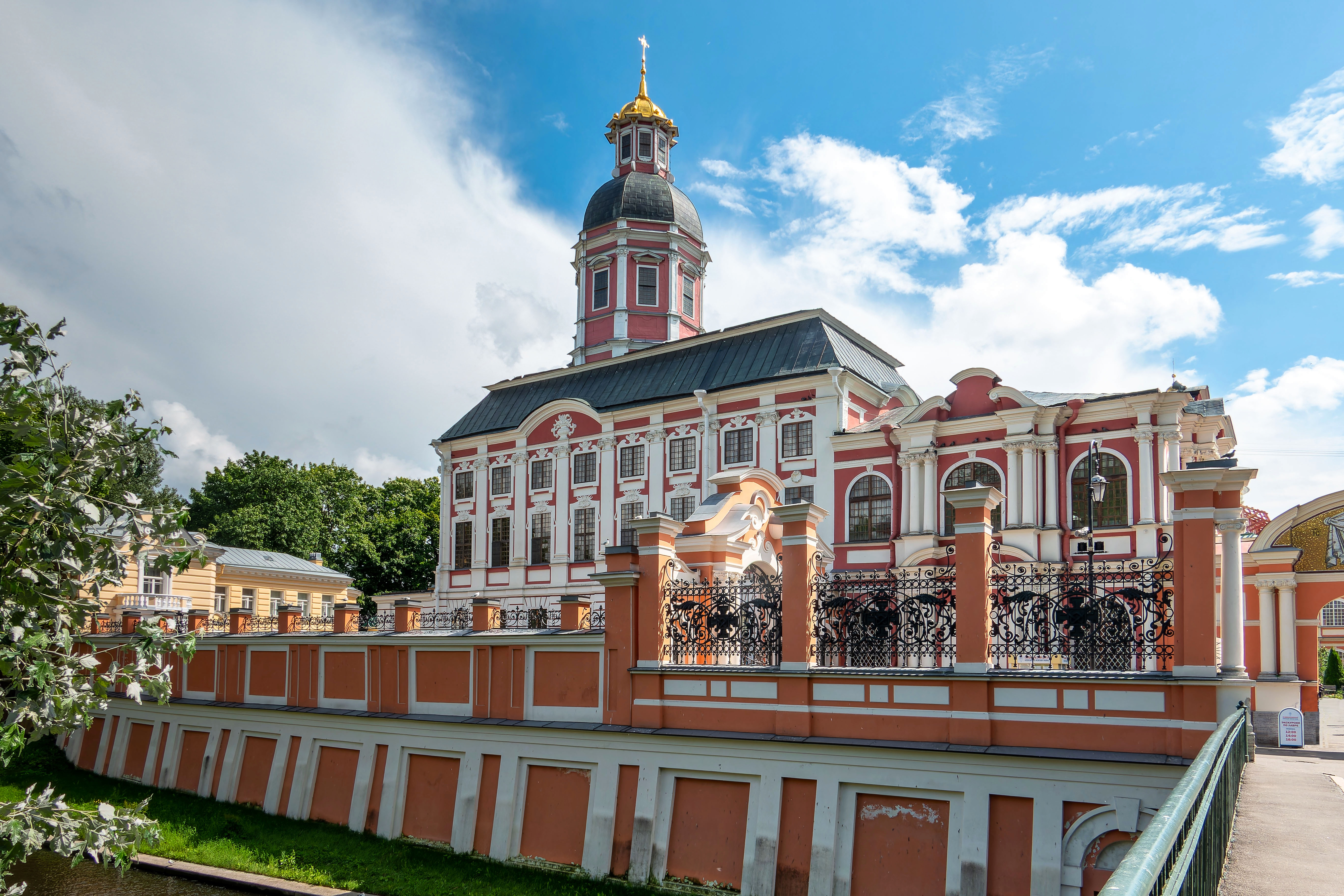
Церковь Благовещения Пресвятой Богородицы и святого благоверного князя Александра Невского. Старейший храм, сохранившийся в Петербурге.

Вопреки распространённому мнению, реформы Петра не приводили к кардинальному изменению образа жизни дворянства, которое несло скорее поверхностный характер — в изменении дресс-кода, огорожения от христианской жизни и необходимости посещать общественные мероприятия. Русское дворянство в Петербурге фактически представляло собой форму крепостничества, где дворянин был обязан был следовать множеству правил. Русский двор при Петре I в сравнении c дворами при его преемницах был малочисленным и выделялся простотой обычаев. Дворяне петровской эпохи ненавидели царя, заставившего их переехать в Петербург, осваивать чуждые им традиции, и считали его еретиком. Своими реформами Пётр I спровоцировал раскол между дворянством и остальным населением: если до петровских реформ культурное единство соблюдалось среди всех сословий, то после реформ дворяне были приобщены к западному образу жизни и выглядели чуждыми в глазах народа. В свою очередь, отдаление знати и народа совпало с ужесточением законов о крепостном праве.
В культурном плане новорожденный Петербург символизировал отрицание Петром устоявших традиционных ценностей российской культуры, крепко связанных с православием. Петербург с его прямыми улицами противопоставлялся Москве с её хаотичной планировкой. Сам Пётр был поклонником западного движения рационализма. Петербург становился воплощением петровских реформ, принципов рационализма, системности и точности. Многие культурные инициативы истекали из личных интересов Петра I, в частности, его пристрастия к голландской культуре. Пётр I вместе с церковной реформой отделил церковь от государства, и Петербург развивался как город со светским сообществом и неведомой для России того времени веротерпимостью, где, помимо православных, строилось множество церквей других конфессий.
При этом царь не слепо копировал западную культуру, а перенимал отдельные её черты, руководствуясь рационализмом. В частности, русскому царю были чужды идеи парламентаризма, местного самоуправления и свободы печати. Многие культурные инициативы Петра в итоге прижились в городе после его смерти. Для этой цели царь приглашал в город множество западных учёных и мастеров. Почти сразу Петербург стал новым центром российского образования. Пётр I сформировал почву для развития среды новой русской культуры и науки.
Один из самых популярных мифов, связанных с Петербургом — утверждение того, что Пётр I построил город на дикой природной местности «наперекор стихии». На деле же устье Невы на протяжении предыдущих столетий оставалось важной транспортной и торговой магистралью между северной и восточной Европой, выступало спорной территорией между русскими и шведами, в устье образовывались поселения и возводились бастионы. Укоренению этого мифа способствовало недостаточное освещение допетровской эры в истории Петербурга.

## Население
В 1710 году в городе насчитывалось более 8 тысяч жителей. В основном это были военнослужащие флота и сухопутных частей, в городе также жило много торговцев и мастеровых. Солдаты, составлявшие значительную долю населения, массово занимались строительством города для дополнительного заработка в свободные от военной службы часы. При этом в Петербурге до полтавской битвы почти не было купцов и представителей высших сословий. Прирост населения ускорился с 1711 года. Массовое заселение купцов и дворян проводилось в принудительном порядке. Пётр I для обеспечения строящегося города квалифицированной силой приказал в него переехать около 5000 ремесленникам и их семьям.
К 1717 году население Петербурга приросло многочисленными слугами, которых привезли с собой дворяне и купцы. Многие работники, ремесленники и мастера за время исполнения своей трудовой повинности обзавелись домами и решили остаться жить в городе. Значительная часть населения также состояла из шведов, финнов и лифляндцев, раннее живших в посёлках на берегу Невы и в городе Ниен, образовавшемся у крепости Ниеншанц. В ходе завоевательного похода Петра их жилища были уничтожены, и, оказавшись в безвыходной ситуации, эти люди перебрались жить в Петербург и нанимались рабочими. Основная часть жителей Ниена попала в плен, незамужних женщин отправили в услужение царице Екатерине и затем выдали замуж. В городе также селились татары и калмыки, переселившиеся в рамках трудовой повинности, но оставшиеся там жить.
Пётр I с самого основания города регламентировал места, в которых позволялось селиться людям в зависимости от их сословной принадлежности. Русский царь хотел, чтобы ремесленники селились обособленно друг от друга в зависимости от профессии, однако после смерти Петра на Адмиралтейской стороне началась перепланировка переведенских слобод, чтобы они находились вблизи, а не на дальнем расстоянии, как того требовал Пётр I. На Адмиралтейской стороне должны были жить работавшие в Адмиралтействе, на Московской стороне — работники конюшенного, артиллерийского ведомств, конторы Партикулярной верфи и гвардейские полки, на Городском острове должны были жить мастеровые Канцелярии городских дел, военнослужащие. Дворяне, купцы, разночинцы и некоторые ремесленники должны были жить на Васильевском острове, то есть, по задумке Петра, вся территория Петербурга за пределами Васильевского предназначалась для «подлого народа» за исключением застройки вдоль Невы. Тем не менее, люди часто селились в непредназначенных им местах, и их насильно заставляли переносить жилище. Пётр вёл постоянную борьбу с «неправильно» переселившимися жителями, издавал указы с требованием их переселения на другие части города и уничтожал имевшиеся постройки. Современники крайне отрицательно реагировали на сложившуюся ситуацию. Со слов прусского посланника Мардефельда, жители города пребывали в отчаянии, так как их лишали домов, садов, теплиц, заставляли селиться на новых местах и многих заставляли снова возводить каменные здания. Несмотря на эти меры, Петру так и не удалось переселить всех горожан в назначенные им места. Регламентации о заселении придерживались и после смерти Петра, но от неё окончательно отказались в 1761 году.

### Рабочие
Большая часть людей, пребывавших в Петербурге, состояла из работных людей, занимавшихся строительством. Для работы также привлекались военнопленные шведы, однако, доля пленных была невысока среди остальных строителей города. Среди рабочих было много каменщиков, чтобы строить здания и плотников для строительства флота. Оплата у рабочих была настолько низкой, что они не были в состоянии себя прокормить, и для избегания массовых голодных смертей рабочим раздавали хлебные пайки, которые также получали мастеровые переведенцы с их семьями. Пайки на деле раздавались нерегулярно. Из-за голода рабочие страдали от дизентерии и цинги.
Условия труда строителей были чрезвычайно жестоки, очевидцы отмечали, что за нехваткой орудий рабочие работали зачастую голыми руками. Иностранные современники называли цифру смертности от 60 до 100 тысяч человек за одно десятилетие. Смертность среди работников могла составлять до двух третей от их общего числа, и, хотя иностранные послы могли преувеличивать, смертность была чрезвычайно высока: русские современники также сообщали о гибели тысяч рабочих. Медицина в России того времени была развита слабо, на тысячу жителей города приходился в среднем один лекарь.
Царские указы требовали от всех губерний высылать ежегодно по 40 000 человек. На практике губернии посылали значительно меньше рабочих, чем от них требовалось. Вместо 40 тысяч человек высылалось от 20 до 30 тысяч. Работники сами часто оказывались в неблагоприятных условиях, они были вынуждены преодолевать сотни верст и приспосабливаться к суровому северному климату, часто среди рабочих вспыхивали эпидемии, например, в 1709 и 1710 годах вспыхнула эпидемия чумы. Часто местные дворяне отправляли на работы в Петербург больных, стариков или детей, чтобы взрослые мужчины могли оставаться дома и дальше прокармливать свои семьи. Многие люди сбегали по дороге в Петербург. Для борьбы с этим явлением нанимали проводников, гнавших работников, как на каторгу. Каторжникам могли уродовать лица, вырывать носы, чтобы беглецов можно было легко узнать. Пётр мог велеть держать в тюрьмах родственников беглецов до тех пор, пока они не вернутся.
Среди каторжников было распространено массовое бегство. Бегство выступало пассивным способом протеста против жестоких условий труда. Беглые работники из Петербурга могли подстёгивать массовые народные восстания на разных российских территориях (восстания Булавина, Астраханское, Башкирское восстания). Со временем невольный труд постепенно заменялся наёмным. Повальное бегство было распространено и среди наёмных рабочих, которых часто били, нарушали условия договора и не всегда давали денежное вознаграждение.
Невольный труд был малоэффективным, невольники — рабочие или ремесленники не только плохо справлялись с работой, но и часто сбегали. Когда Петербург сформировался как центр торговли, туда для заработка и поиска подрядов добровольно устремилось множество крестьян, которые объединялись в артели. В сложившейся ситуации город начал постепенно отказываться от невольных рабочих. Учитывая отрицательный опыт, Пётр стремился брать наёмных работников, если принуждение к работе не было обязательным условием для претворения очередной цели. На заработки в город устремилось множество беглых крепостных крестьян, которые объединялись в артели. Отношение к ним было неоднозначным, с одной стороны, крестьян подобало отлавливать и возвращать во владения их помещиков, с другой стороны, это была добровольная рабочая сила, в которой так нуждался Пётр для строительства города, по этой причине беглые крестьяне успешно укрывались в городе по фиктивным записям. С 1720-х годов Пётр почти полностью отказался от трудовой повинности.

## Экономика
В самом начале существования города его экономика функционировала под государственным контролем с целью выстроить новый город и организовать в нём центр кораблестроения, торгового и военного флота. Успех плана по строительству Петербурга зависел и от налаживания поставки в город строительных материалов — главным образом кирпича и лесоматериалов, а также от привлечения квалифицированных рабочих, для этой цели в Петербург было перевезено более 2000 семей мастеровых. Монетный двор из Москвы был переведён только в 1724 году.
Петербург страдал от нехватки продуктов питания и их дороговизны, разорённые Северной войной местные жители не были в состоянии обеспечить город пищей, и еда ввозилась издалека за сотни верст. Ввоз продуктов и других предметов и материалов осуществлялся по неблагоустроенным дорогам и не налаженным водным путям. В итоге предметы первой необходимости — пища, дрова — были несоразмерно дороги, ставя городское население перед постоянной угрозой массового голода. Жизнь в Петербурге была в три раза дороже, чем в Москве. В борьбе с этим государство устанавливало твёрдые цены на продукты, а по вольным ценам дозволялось торговать после полудня.
Первые постоялые дворы стали появляться почти с самого основания города. В 1720-е годы начали возводиться казённые постоялые дворы, приносившие неплохие доходы в городскую казну. Эти здания представляли собой деревянные и изрядно украшенные теплицы. Пётр запрещал горожанам селить у себя за деньги дома, чтобы они не отнимали доходы у постоялых дворов.

### Производство и мануфактура
Первые мануфактуры были учреждены Петром I при основании города с целью обслуживания российской армии и флота . Крупнейшими предприятиями Петербурга в начале XVIII века были Адмиралтейская верфь, Литейный и Монетный дворы. В городе и за его пределами также работали канатный и смоляной заводы на территории будущего Николаевского дворца, пушечный литейный двор на набережной реки Фонтанки напротив летнего сада, охтинские пороховые заводы и оружейный завод в Сюстербэке. Петровский Петербург оставлял впечатление города-предприятия, где промышленная застройка смешивалась с гражданской.
Петербург с его основания стал центром российского судостроения. В начале суда строились в Адмиралтейскоом двору, но его территория уже к 1710-м годам оказалась недостаточной и к 1712 году часть производства с мастерскими и складами перенесли к устью реки Мойки, в Галерную верфь, где развернули строительство мобильных судов — скампавей и галер, при жизни царя там было построено более 200 судов, при верфи было построено множество мастерских. Для создания водного сообщения для транспортировки строительных материалов между Адмиралтейской и Галерной верфями был прорыт Адмиралтейский канал, от чего Галерный двор стал островом.

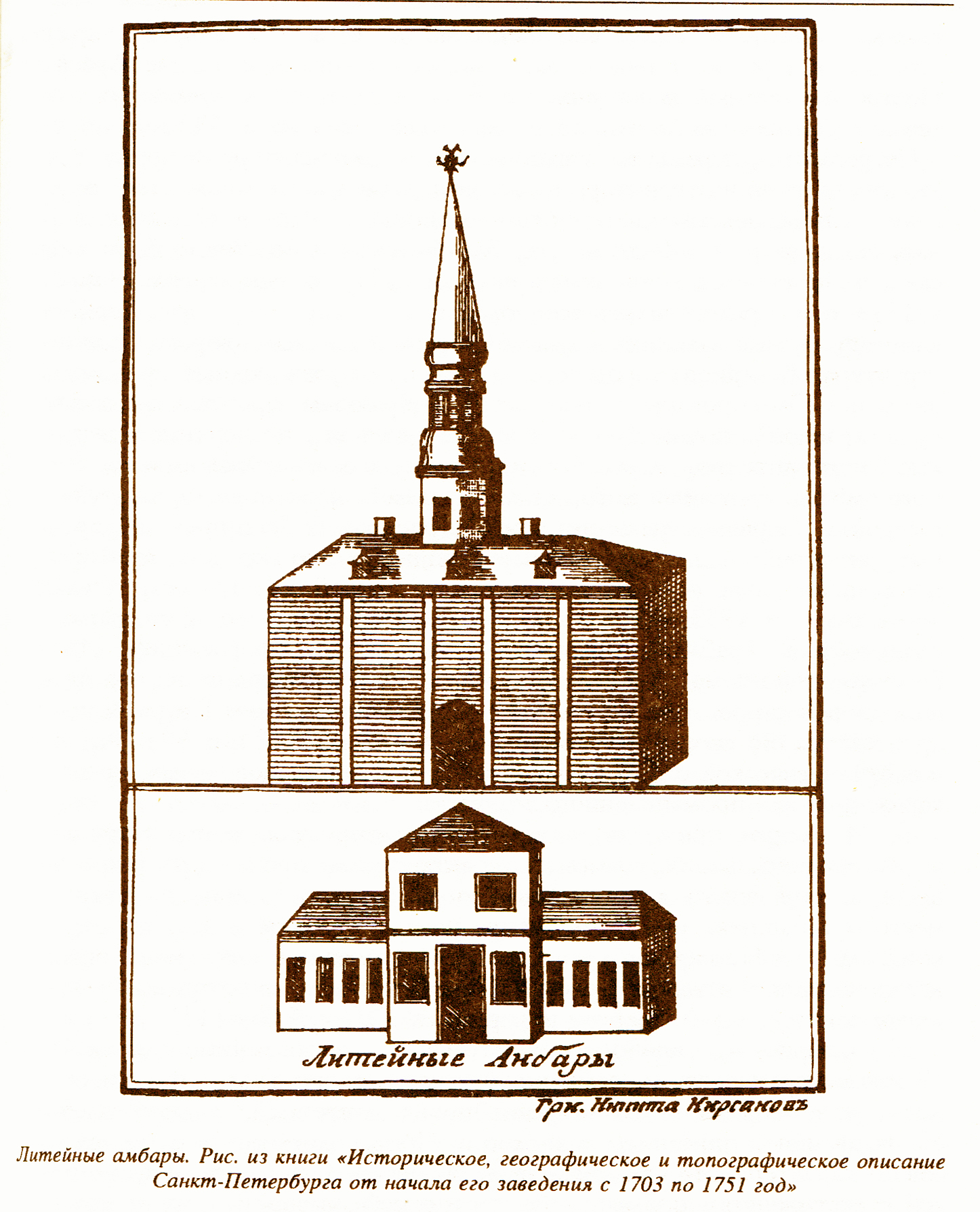
Промышленная архитектура начала XVII века, литейные амбары

После полтавской победы и последовавшим за ней ростом населения строились заводы по производству бытовых предметов и продуктов питания. Кожевенный, восковой и сахарный заводы были построены на Выборгской стороне, предрешив его дальнейшее развитие, как промышленного района. Также был открыт монетный двор и производство гербовой бумаги. Пётр I особое внимание уделял строительству пивоваренных заводов на голландский манер, так как считалось, что пиво спасало моряков от цинги. Они представляли собой деревянные или мазанковые амбары.
Русский царь положил начало русскому коннозаводству, в городе открылось несколько конных заводов, где разводили новые породы лошадей. Пётр к концу своего правления хотел построить передовой оружейный завод с гидротехническими сооружениями с применением новейших технологий и чтобы завод работал на энергии воды. Подходящее место было выбрано в нынешнем Сестрорецке. Завод был открыт в 1924 году, он оказал ключевое влияние на развитие окружающих территорий — водных путей, жилых поселений с дворцами и аллей.

#### Добыча и производство материалов
Добыча и производство материалов играла не менее важную роль в строительстве города, флота и работе мануфактур. Уже в 1703 году у Петербурга была организована лесопилка. Дерево выступало важнейшим строительным материалом для судостроения, однако большая часть древесины использовалась для строительства изб и топки. Пётр I, наблюдая за массовой вырубкой лесов, издал строжайшие лесоохранительные законы: леса, годные на корабельное дело, было запрещено рубить под страхом смертной казни. Это в свою очередь привело к сильному удорожанию лесоматериалов. В городе работали десятки лесопильных мельниц. Правительство всячески стимулировало строительство лесопильных заводов.
Другой важный для города материал — уголь, который употреблялся в кузнечных работах. Угольные заводы строили около леса. В строящийся город также массово поставлялся камень, употреблявшийся для кладки фундаментов. Каменные ломки для Петербурга производились на реке Тосне и на Синявинских высотах. Ценный камень привозился издалека.
В 1705 году у Ивановских порогов на Неве появился первый кирпичный завод. В 1711 году работало несколько заводов вдоль Невы, налаживая производство миллионов кирпичей. Только на заводах, принадлежавших канцелярии городовых дел, работало более 1500 человек. Для кирпича массово добывалась известь на реках Сяси, Тосны, Пудости и других. Кирпичные заводы за короткое время сожгли все ближайшие к ним лесоугодья, доставка топлива сделалась затруднительной, и государство было вынуждено искать новых подрядчиков в других губерниях. Массовое уничтожение лесов приводило не только к удорожанию кирпичей из-за нехватки топлива, но и к подорожанию дерева. Качество производимого материала было зачастую неудовлетворительным из-за низкой квалификации рабочих. Пётр I стимулировал налаживание производства кирпича, раздавая подрядчикам земли для строительства заводов, однако многие из них не выполняли свою задачу и на участках устраивали лесные угодья или организовывали сенные покосы. Несмотря на предпринятые попытки по наращиванию производства кирпича, его было по-прежнему недостаточно для строительства достаточного количества каменных домов.
Государство также стремилось наладить производство черепицы, но до 1720 году было произведено лишь около полумиллиона единиц этого материала. За острой нехваткой черепицы основная часть населения использовала деревянный гонт для строительства крыш, однако в 1721 году и гонта стало не хватать, что спровоцировало строительный кризис, и многие новые здания было нечем крыть. В итоге Пётр I велел помещикам, жившим у города, изготавливать гонт и высылать его в Петербург. В Петербурге сильно не хватало цемента, который в 1728 году ценился в 15 раз дороже извести и ввозился из-за границы и чьё производство так и не было налажено в окрестностях города.

### Торговля
Санкт-Петербруг задумывался новым центром российской морской торговли. Самым первым торговым судном стал голландский корабль, прибывший в 1703 году к Петропавловской крепости, за ним последовали и другие судна. В условиях продолжающейся северной войны торговля шла вяло. После полтавской победы Пётр I занялся устройством торгового порта. До этого морская торговля с Европой велась через Архангельский порт. Пётр запретил отправлять от туда экспортные товары , чтобы исключить конкуренцию и заставил архангельских купцов переехать в Петербург. Для налаживания водного торгового пути в России была прорыта система каналов, объединявшая Финский залив и Неву с рекой Волгой. В это же время российские дипломаты отправились в портовые европейские города Гамбург, Данциг, Любек и Геную для заключения торговых соглашений об отправке в Россию товаров через петербургский порт. Первый торговый порт располагался на территории нынешней Мытинской набережной. Главной проблемой в налаживании морской торговли в Петербурге стало мелководье прибрежных территорий финского залива, в итоге торговля начала перемещаться на остров Котлин, от куда товары перегружались на баржи.
С самого начала существования города в нём начали появляться торговые заведения и рынки, в 1707 году в городе имелись лавки, шалаши, в которых торговали хлебобулочными изделиями. Стали открываться харчевни, цирюльни. В 1706 году в городе насчитывалось как минимум 102 торговца и харчевника. Местом сосредоточения торговли стал гостиный двор, построенный сначала на нынешней Троицкой площади и затем дальше от реки. В городе в 1710-х годах также образовались два рынка на Городской стороне — татарский рынок у татарской слободы и мытный двор на Мытнинской набережной, при которой располагалась бойня. На Адмиралтейской стороне образовался Шневенский рынок на нынешней Голерной улице и Морской рынок в начале Невского проспекта. Стихийная торговля возникала вдоль широких дорог. Торговать дозволялось в отведённых на то местах, власти благоустраивали торговые павильоны, хотя санитарное состояние рынков желало оставлять лучшего. Власти регулировали внешний вид торговых палаток или вводили ограничения, например на выброс животных потрохов у палаток.
Купцы и позже ремесленники находились в ведении городской ратуши и затем магистратов. В 1720-х годах магистраты по велению государства организовывали ремесленные цехи с целью повышения качества ремесленных изделий. Старшины цехов были обязаны обучать подчинённых; работники цехов делились на мастеров, подмастерьев и учеников. Уже в 1722 году в цехах работали 535 ремесленника, а в 1724 — около 1600 человек. Это было несоразмерно меньше, чем в Москве, где в это же время в цехи записалось около 7000 человек.

### Подряд
Экономика города начала быстрее развиваться в 1720-х годах, когда город начали прибывать состоятельные люди для вложения своих средств в строительство, торговлю или производство. Значительная часть зданий уже строилась силами подрядчиков, а не государственных учреждений. Подрядчики занимались не только строительством, но и благоустройством — созданием каналов, мостов. В 1720-е годы было налажено производство кирпича для его поставки в Петербург. Выполнением подрядов занимались самые разные слои населения. Часто это были небольшие задачи, вроде поставки строительных материалов, малые строительные работы, например изготовление оконных рам. При отсутствии банков роль кредитного учреждения играла городская казна. Многие подрядчики образовывали товарищества и заключали соглашения о субподряде с другими подрядчиками, то есть подрядчики выполняли часть своей работы, чтобы затем сдать проделанную работу в подряд. Например, подрядчик, обязывавшийся изготовить 5000 колёс, сам заказывал изготовку колёс у двух других подрядчиков в количестве 2000 и 3000 штук. Правительственные указы, требовавшие поставлять в город товары на судах новой конструкции, сдерживали экономику, так как требовалось вкладывать много денег в строительство судов, и это влияло на конечные цены продуктов.
Взятие денег за подряд и его невыполнение или, наоборот, невыплата подрядчику стали крайне распространённым видом мошенничества. Власти жёстко наказывали недобросовестных подрядчиков и работодателей и с самого начала существования города стремились регулировать подряд, требуя письменные разрешения и свидетельства, доказывавшие добропорядочность или имущественное положение подрядчика.

## Политика и управление
Петровская эпоха сопровождалась централизацией власти, укреплением самодержавной монархии и господствующего сословия дворянства через административные реформы. Российское царство укрепилось, как военно-бюрократическая держава. Были сформированы органы центрального управления, где все высшие чиновники и члены коллегий подчинялись воле царя.
Неэффективная и запутанная система прежних приказов была заменена системой коллегий с чётко разграниченными функциями. Пётр I сформировал жёсткую политическую систему, основанную на безграничной власти монарха. Это сформировало благодатную почву для дворцовых переворотов в будущем. При этом, Пётр был склонен к применению жёстких, даже крайних мер для решения поставленных задач. Многие решения Петра I, особенно в период северной войны предполагали грубое вторжение государства в экономику, были скоропалительными и необдуманными. Была сформирована почва для дворянского произвола в отношении остальных слоёв населения, в том числе и купцов.
При Петре I был сформировано чиновничество, а вместе с ним и массовое казнокрадство с мздоимством, Пётр I вёл жёсткую борьбу с этим явлением, устраивая массовые казни или прилюдные порки уличённых в воровстве чиновников, в том числе и приближённых. Тело уличённого в массовых кражах губернатора Матвея Гагарина висело несколько месяцев у зданий 12 коллегий в назидание его работникам. Несмотря на предпринятые меры, коррупция стала массовым явлением.

### Органы управления
Главным органом управления в Петербурге была администрация, в которой самым влиятельным положением после царя обладал генерал-губернатор А. Д. Меншиков, разрешавший все вопросы, связанные с управлением, городским хозяйством и строительством, через которого передавались указы Петра I. Городские вопросы решались с помощью подведомственных управлений, например, Канцелярия городовых дел ведала строительством. Петербургская губернская канцелярия ведала вопросами, связанными с Петербургской губернией. По указу 1711 года она запрещала жителям продавать и закладывать свои дома и следила за соблюдением противопожарной безопасностью в городе. В городе также с 1718 года действовала Адмиралтейств-коллегия — высший орган управления военно-морскими делами в России.

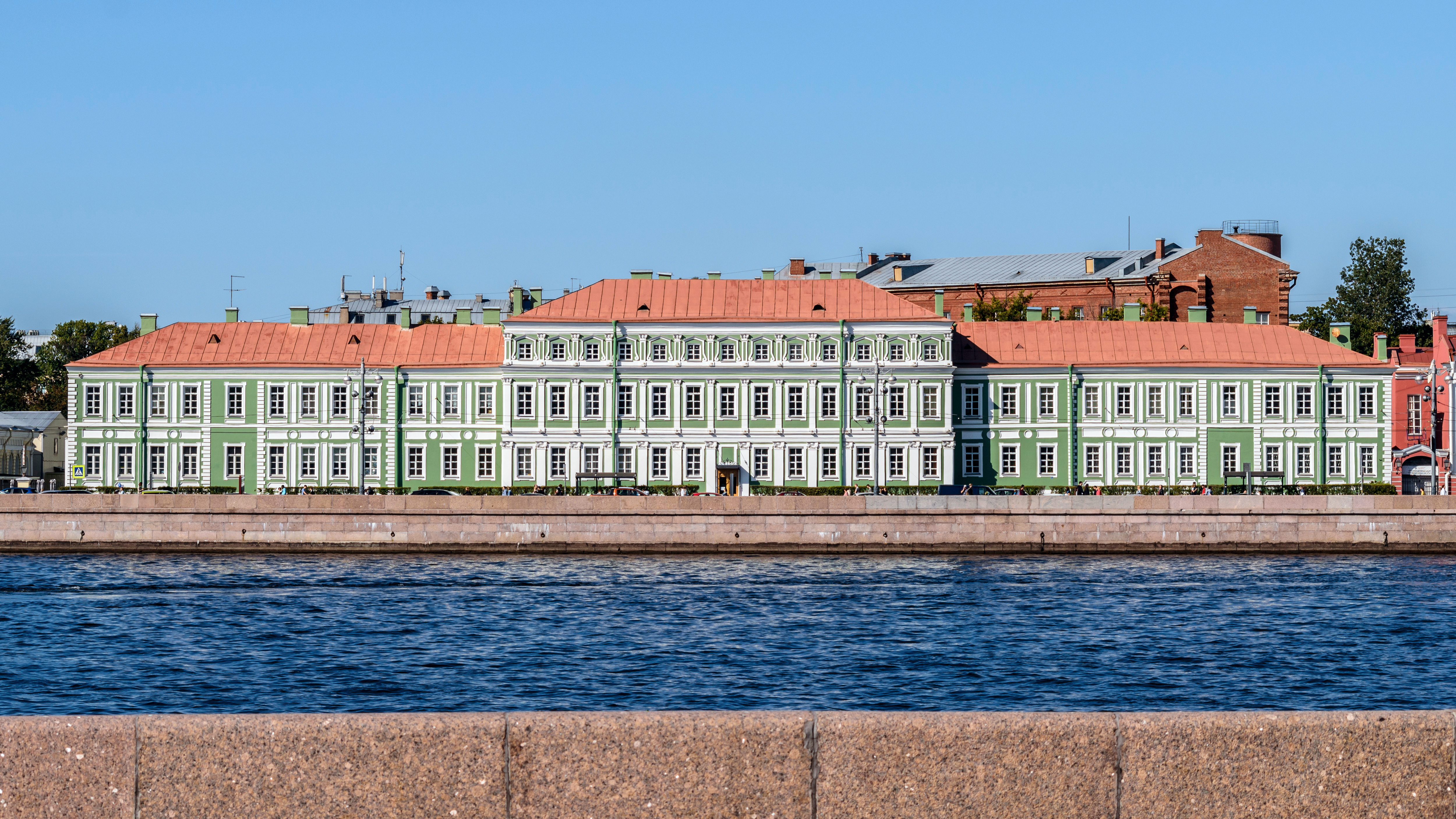
Канцелярия городовых дел

Пётр предоставил купцам ограниченное самоуправление. Органом купечества стала петербургская ратуша, которая надзирала над купцами, мастеровыми и промышленниками. Это решение противоречило петровской политике по формированию централизованного управления и было компромиссным шагом, чтобы оградить купцов и ремесленников от произвола администрации. В итоге в Петербурге сформировались два рода городского управления — купеческое и бюрократическое. Ратуше не подчинялись невольные рабочие и переселённые мастеровые. Ратуша также выполняла судебные функции и надзирала за городской торговлей и промышленностью, устанавливая цены или стандарты качества.
С 1718 года делами города стала ведать учреждённая Главная полицмейстерская канцелярия. Это считается официальной датой учреждения полиции, хотя лица, следившие за исполнением царских указов, были и раньше. Полиция также имела власть постоянно вмешиваться в дела ратуши и других ведомств, включая канцелярию городовых дел. Так как ратуша была учреждена как автономное управление, она фактически стала бесполезной. Пётр I, по-прежнему заинтересованный в самоуправлении купцов, в 1720 году сформировал городовой магистрат с целью обособления купцов как отдельного сословия. Согласно магистратскому регламенту городское население делилось на регулярных и нерегулярных. Во вторую категорию попадали все подлые, в первую — купцы и ремесленники. Вторая категория в свою очередь делилась на две гильдии. В первой состояли богатые ремесленники, знатные купцы и представители немногочисленной интеллигенции — аптекари, доктора, лекари. Остальные ремесленники и мелкие торговцы причислялись ко второй гильдии. Таким образом представители обоих гильдий приобретали гражданские права и подчинялись городским магистратам и могли избирать старост и старейшин. Магистраты выполняли судебную функцию, распределяли повинности и платежи и выполняли полицейские обязанности, раздавая паспорта приезжавшим в город. На практике полиция активно вмешивалась в дела магистратов и контролировала их деятельность. Магистрат оказался не в лучшем положении в отношении полиции, нежели ликвидированная ратуша.

### Общественный порядок

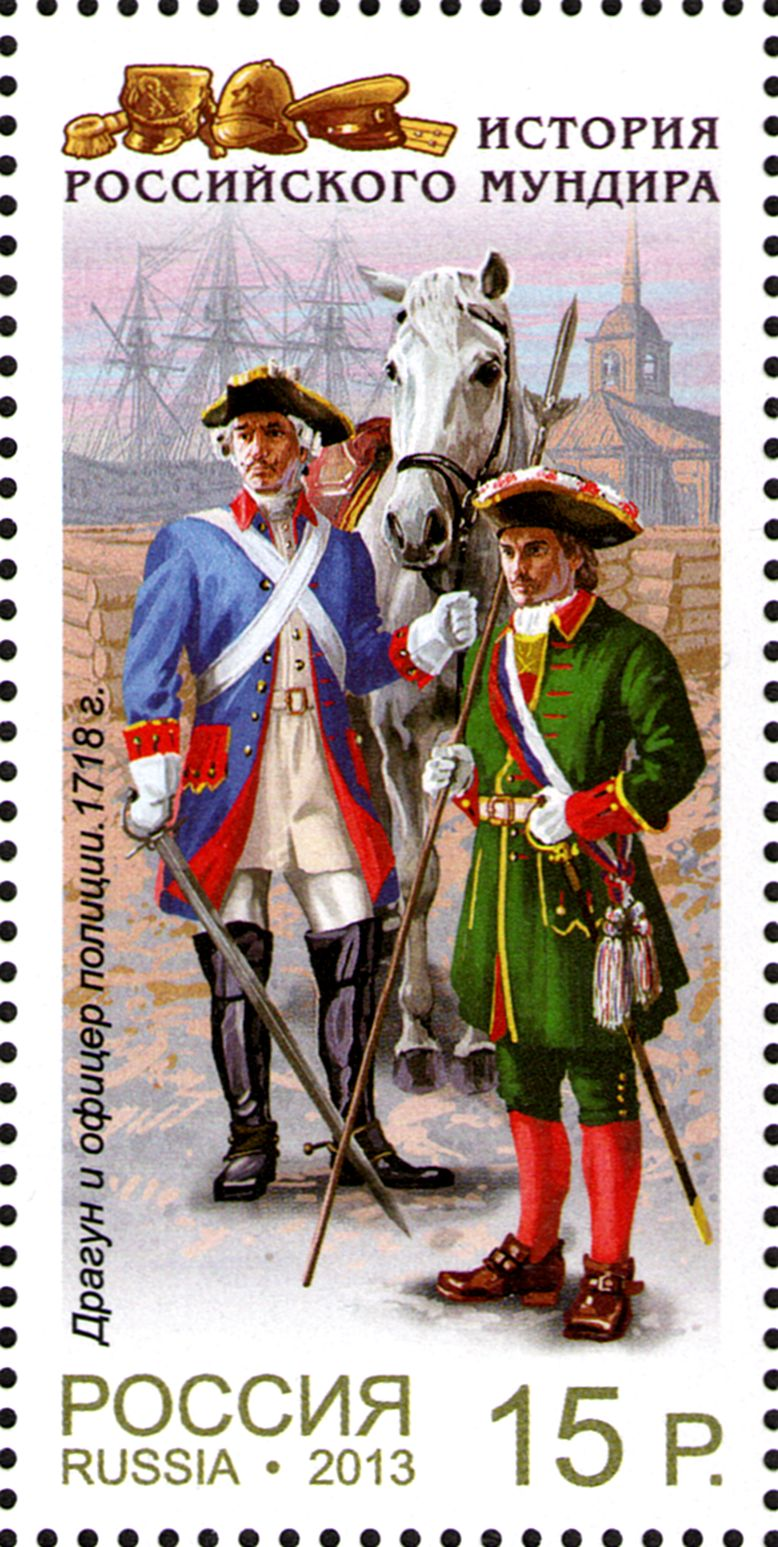
Драгун (слева) и офицер полиции. 1718 года. Почтовая марка России 2013 года

После учреждения главной полицмейстерской канцелярии в 1718 году за правопорядком на улицах города следили полицейские. Они также организовывали противопожарные мероприятия, прекращали драки, пресекали нищенство и т. д.. В свете недавно прошедших массовых восстаний и факта того, что значительная часть населения состояла из невольных рабочих и каторжных, работавших в тяжёлых условиях, для предотвращения бунтов Пётр поощрял полицейское насилие и дозволял хватать и допрашивать слоняющихся и «подозрительных» людей. Петербургская полиция времён Петра отличалась особой жестокостью в отношении населения. Жителей города, нарушавших царские указы, подвергали штрафам, телесным наказаниям (битью батогами или кнутом) или ссылке. Особо жестоко обращались с нищими, которых били батогами и отправляли к хозяевам, если те были беглыми; батогами били даже детей. Тем не менее, деятельность полиции также имела положительные результаты, в частности, она сумела лучше организовать городское хозяйство и способствовала развитию его отдельных отраслей.
Проблема усугублялась чрезвычайно высоким уровнем преступности, в разбойничьи банды объединялись беглые каторжники, беглые солдаты и разорённые строительством города представители коренного финского населения. Преступники укрывались в лесах и устраивали набеги на лошадях, против которых полиция мало что могла поделать. Несмотря на массовые расправы над разбойниками и их публичные казни, ситуация в городе не улучшалась, поэтому Пётр организовал первую перепись населения, полагая, что это поможет в выявлении маргинальных элементов. На улицах были установлены шлагбаумы, перекрывающие путь в 11 вечера. Также жителей обязали обзавестись паспортами, но прирост населения превышал скорость его паспортизации.

### Сборы и повинности
У петровского Петербурга не было постоянного бюджета, все доходы, собираемые с граждан, поступали в царскую казну, а затем распределялись по городам. В 1723 году Петербург обеспечивал наибольшие доходы, в основном за счёт таможенных сборов, портовых пошлин и винной торговли. Тем не менее, и на строительство Петербурга выделялось наибольшее количество средств. С других губерний также взыскивались сборы на изготовление кирпича, выжигание извести, закупку припасов итд. Существовал также отдельный налог «на татар» в связи с тем, что татары составляли значительную часть беглых крестьян. Этот налог шёл в том числе на содержание мастеровых, архитекторов, мельничных мастеров и т. д..
Из-за непомерно малых расходов на городское хозяйство, Пётр I возлагал на горожан ответственность за благоустройство и содержание порядка в городе. От жителей требовалось мостить улицы, строить набережные, заниматься посадкой зелёных насаждений, организовывать водоотвод, чистить улицы.
Самыми обременительными повинностями были «пожарная», «караульная» и «постойная»: первые две требовали от жителей самостоятельно тушить пожары и собственными силами организовывать караулы для предупреждения пожаров, «постойная» требовала от горожан селить у себя в домах солдат из воинских частей, расквартированных в городе, а также некоторые категории населения — низших придворных служащих, учеников учебных заведений, служащих иностранных миссий и так далее. В 1720-е годы в городе находилось более 12 000 военных, и в этот период почти в каждом домовом хозяйстве жило по нескольку добавочных постояльцев, что провоцировало многочисленные бытовые конфликты.
Богатые горожане могли позволить себе построить отдельные здания для постоя солдат, нанять караульщиков и отправить слуг для тушения пожаров. Бедные горожане были вынуждены исполнять повинности своими силами, что ухудшало их материальное положение.
В случае организации крупных проектов по благоустройству, вроде организации освещения, полиция обязывалась собирать деньги с населения на нужды городского хозяйства. Значительная часть денег оседала в карманах полицейских, в связи с их низкой зарплатой, которой могло не хватать на оплату жалования полицейских работников.
Повинности отвлекали людей от их работы и возможности заработка, провоцировали общественную напряжённость и создавали почву для полицейского произвола. Богатые горожане могли позволить себе построить отдельные здания для постоя солдат, нанять караульщиков и отправить слуг для тушения пожаров. Бедные горожане были вынуждены исполнять повинности своими силами. Итогом этого становилось плохое выполнение этих повинностей, неизбежные проволочки в работе и постоянные конфликты, новые обложения провоцировали и новые недоимки, а платёжноспособность большей части жителей была подорвана. Вследствие этого замена повинности денежным сбором шла медленно и плохо. В будущем натуральные повинности отменялись, но сохранялись вплоть до XX века.
Трудовая повинность постепенно замещалась денежными сборами. С 1724 года доходы на строительство Петербурга шли с соляного налога.